# Otto I của Thánh chế La Mã
Otto I Đại đế (23 tháng 11 năm 912 – 7 tháng 5 năm 973), thuộc dòng dõi Liudolfinger, con trai của Heinrich Người săn chim và Mathilde của Ringelheim, là Công tước Sachsen, vua của đế quốc Đông Francia từ năm 936, vua của Ý năm 951 và là người đầu tiên được tấn phong ngôi vị Hoàng đế La Mã Thần thánh năm 962.
Sau khi vua Charlemagne qua đời năm 814, đế quốc của ông bị phân tán thành những vương quốc nhỏ. Mạn trung và phía tây châu Âu, luôn bị người Viking tấn công và trở thành mục tiêu cho những người Magyar từ Hungary và România kéo đến xâm lược. Người dân ở đây gần như không thể chống cự nổi. Khi Otto Đại đế lên ngôi vua Đông Francia, cha ông, Heinrich, bỏ phong tục chia lãnh thổ cho các người con trai, chủ trương vương quốc là không thể chia ra được. Otto đã thành công đánh bại lại những cuộc nổi dậy chống lại chủ trương này từ chính những người trong gia đình mình, như em trai ông Heinrich và con trai ông là Brun.
Năm 955 ông đánh bại được quân Magyar gần sông Lech mạn nam Đức. Chiến thắng này đã kết thúc mối đe dọa của Magyar trên mạn tây châu Âu. Cùng năm đó, ông lại chiến thắng người Slav. Những chiến thắng này đã giúp ông đạt được danh tiếng là người cứu vãn đạo Kitô, qua đó đặt nền móng cho một thời văn hóa hoàng kim, được người đời sau gọi là thời kì phục hưng Otto.
Năm 961, ông chinh phục được Vương quốc Ý và mở rộng đế chế của mình ở cả bắc, đông và nam Ý, gây mâu thuẫn với Đế quốc Đông La Mã. Bắt chước ý tưởng của hoàng đế Charlemagne, năm 962, ông để Giáo hoàng Giovanni XII ở Roma phong làm hoàng đế và cuối cùng ông đã thành công trong việc đạt được một thỏa hiệp với hoàng đế Byzantine và dàn xếp cuộc hôn nhân của con trai ông là Otto II với cháu gái Theophano của hoàng đế Byzantine.
Năm 968, ông thành lập một tổng giáo phận ở Magdeburg, thành phố này vẫn là nơi chịu ảnh hưởng của ông nhiều nhất sau khi ông chết. Giáo phận này có địa vị quan trọng đối với Otto trong việc Thiên Chúa giáo hóa người Slav.
Sau khi qua đời, ông được chôn cất ở nhà thờ Magdeburg cùng vợ ông - Edith xứ Wessex.

## Thời thơ ấu và gia đình
Otto sinh năm 912 có lẽ ở Wallhausen, con trai của công tước Sachen Heinrich I, người mà vào năm 919 được phong làm vua Đông Francia và người vợ thứ hai của ông ta là Mathilde. Mathilde là con gái của hầu tước Sachsen Dietrich từ nhà Widukind. Otto có một người anh trai cùng cha khác mẹ là Thankmar, người con từ cuộc hôn nhân đầu của Heinrich I. Những người em của Otto là Gerberga, Hadwig, Heinrich và Brun. Ông có vợ là một người Slav thuộc dòng dõi quý tộc và có với nhau người con trai là Wilhelm, người sau này trở thành tổng giám mục Mainz.
Sau cái chết của Konrad I, người đã không thành công trong việc tập hợp những người có thế lực nhất của vương quốc dưới quyền cai trị của ông. Vào năm 919, vương quyền lần đầu tiên không được giao cho một người Franken mà được phong cho một người Sachsen. Mặc dù Heinrich chỉ được bầu bởi Franken và Sachsen nhưng với một chính sách khéo léo qua sự tòng phục về quân sự và sau đó sự liên kết tình thân hữu với rất nhiều nhượng bộ (amicitia và pacta), ông đã ràng buộc thành công các công quốc Schwaben (919) và Bayern (921/922) vào vương quốc của mình. Ngoài ra, Heinrich cũng đã sáp nhập thành công Lothringen, công quốc mà dưới thời của Konrad còn liên kết với Tây Francia nay trở thành một phần của Đông Francia (925).
Để bảo đảm có thể truyền lại quyền lực mà ông đã đạt được ở Đông Francia cho gia tộc ông không bị phân chia, năm 929/930, ông ra quyết định chọn một người thừa kế duy nhất, Otto. 
Trong một văn kiện viết cho vợ đề ngày 16 tháng 9 năm 929 gọi là "gia quy" , Heinrich quyết định để lại cho vợ Mathilde khi ông chết Quedlinburg, Pöhlde, Nordhausen, Grone và Duderstadt.

## Lên ngôi thái tử

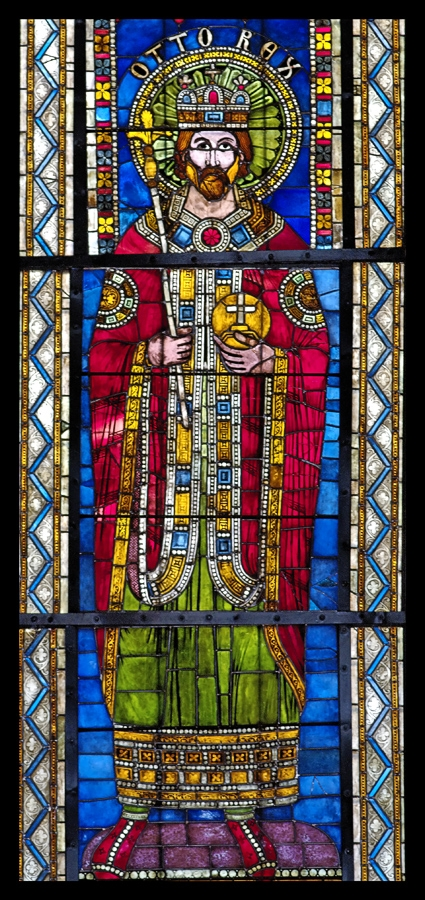
Tranh kính màu thế kỷ 12 của Otto I ở Nhà thờ Strasbourg

Otto lần đầu tiên trở thành một thủ lĩnh quân sự khi vương quốc Đức chiến đấu chống lại các bộ lạc của người Wend ở biên giới phía đông. Trong khi vận động chống lại người Wend/Tây Slav vào năm 929, con trai ngoài giá thú của Otto là Wilhelm, Tổng Giám mục tương lai của Tổng giáo phận Mainz được sinh ra bởi một nữ quý tộc bị giam cầm người Wend. Với sự thống trị của Heinrich đối với toàn bộ vương quốc được bảo đảm từ năm 929, nhà vua có lẽ đã bắt đầu chuẩn bị người kế vị vương quốc của mình. Không có bằng chứng bằng văn bản cho sự sắp xếp của ông còn tồn tại nhưng trong thời gian này, Otto lần đầu tiên được gọi là vua (tiếng Latin: rex) trong một tài liệu của Tu viện Reichenau.
Trong khi cố quyền lực ở Đức, Heinrich cũng chuẩn bị cho một liên minh với người Anh Anglo-Saxon bằng cách tìm một cô dâu cho Otto. Sự liên kết với một gia tộc hoàng gia khác sẽ giúp Heinrich có thêm tính hợp pháp và tăng cường mối liên kết giữa hai vương quốc Saxon. Để gắn kết liên minh, Quốc vương Æthelstan của Anh đã gửi cho Heinrich hai người chị em cùng cha khác mẹ của mình để ông có thể chọn người mà ông hài lòng nhất. Heinrich chọn Edgitha làm cô dâu của Otto và hai người kết hôn vào năm 930.
Vài năm sau, ngay trước khi Heinrich qua đời, Nghị viện Hoàng gia tại Erfurt đã chính thức phê chuẩn các thỏa thuận kế vị của nhà vua. Một số tài sản và kho báu của ông đã được chia cho Thankmar, Heinrich và Brun. Nhưng từ thừa kế thông thường của nhà Carolus, nhà vua đã chỉ định Otto là người thừa kế duy nhất mà không được các công tước khác bầu chọn chính thức trước đó.

## Lên ngôi vua

### Đăng quang

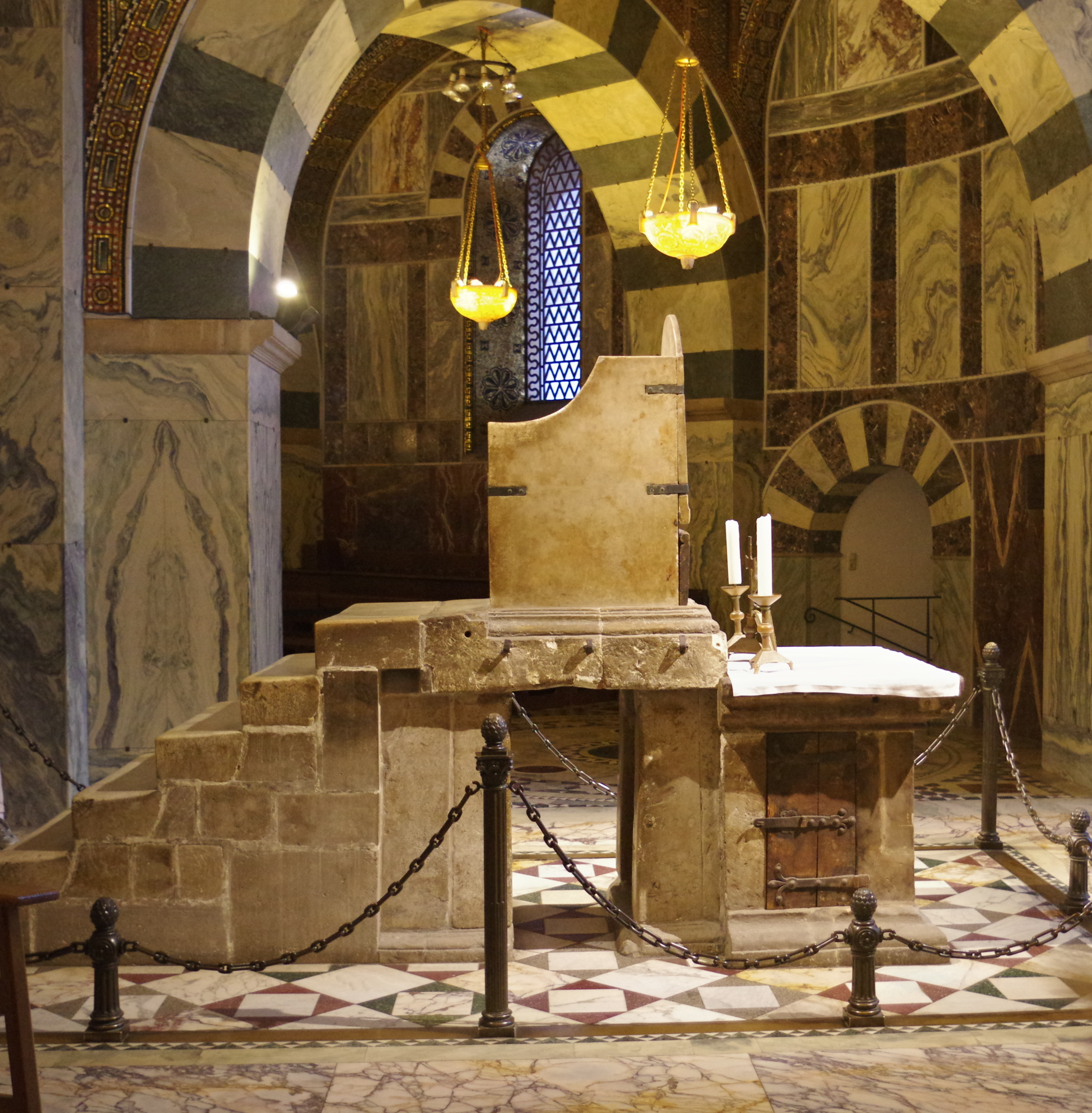
Mặt bên của Ngai vàng của Charlemagne tại Nhà thờ Aachen, nơi Otto lên ngôi Quân vương Đức năm 936

Heinrich đã chết do đột quỵ não vào ngày 2 tháng 7 năm 936 tại cung điện Kaiserpfalz ở Memleben và được chôn cất tại Tu viện Quedlinburg. Vào thời điểm ông qua đời, tất cả các bộ lạc Đức đã hợp nhất trong một vương quốc duy nhất. Ở tuổi gần 24, Otto kế thừa vương vị Công tước xứ Sachsen và Quốc vương Đức của cha mình. Lễ đăng quang của ông được tổ chức vào ngày 7 tháng 8 năm 936 tại thủ đô Aachen cũ của vương triều Charlemagne, nơi Otto được xức dầu và trao vương miện bởi Hildebert, Tổng Giám mục Mainz. Mặc dù là một người Sachen, Otto xuất hiện trong lễ đăng quang trong trang phục của người Frank để chứng minh chủ quyền của mình đối với công quốc Lotharingia và là người kế vị thực sự của Charlemagne, người thừa kế cuối cùng ở Đông Francia đã qua đời vào năm 911.
Theo Widukind xứ Corvey, tại lễ đăng quang của Otto có bốn đại lãnh chúa địa phương trong vương quốc (từ các công quốc Franken, Schwaben, Bayern và Lorraine) đóng vai trò những người hầu cận tượng trưng của ông: Arnulf, dux xứ Bayern là quản mã (marescalcus, tượng trưng quyền lực quân sự), Herman, dux xứ Schwaben là phục tửu (buticularius, tượng trưng quyền lực nghi lễ), Eberhard, dux xứ Franken là trấn tọa (locum tenens, tượng trưng quyền lực địa phương) và Gilbert, dux xứ Lorraine là thị thần (camerlingus, tượng trưng quyền lực triều đình). Bằng cách thực hiện việc phụng sự theo truyền thống này, các công tước báo hiệu sự hợp tác với vị vua mới và thể hiện rõ sự phục tùng đối với ông.
Mặc dù đã chuyển giao quyền lực diễn ra một cách êm thấm, nội bộ hoàng tộc không hòa thuận trong triều đại đầu tiên của ông. Heinrich, em trai của Otto cũng muốn giành ngai vàng trái với mong muốn của cha mình. Theo tiểu sử của Mathilde, mẹ của Otto, Vita Mathildis reginae posterior, bà đã ưu ái Heinrich làm vua: trái ngược với Otto, Heinrich đã "sinh ra trong màu tím" (tím là màu đại diện cho hoàng tộc) trong triều đại của cha mình và còn mang tên của cha.
Otto cũng vấp phải sự phản đối từ nhiều quý tộc địa phương. Năm 936, Otto bổ nhiệm Hermann Billung làm Phiên địa bá tước, một tước hiệu có địa vị trên các bá tước thông thường và trao cho ông này cai quản vùng phiên địa ở phía bắc sông Elbe, giữa sông Limes Saxoniae và Peene. Với tư cách là thống lĩnh quân đội, Hermann đã nhận một phần cống phẩm từ những người Slav ở Polabia sinh sống trong khu vực và thường chiến đấu chống lại các bộ lạc người Tây Slav ở Lutici, Obotrites và Wagri. Vụ bổ nhiệm Hermann của Otto đã chọc giận anh trai của ông, bá tước Wichmann cha. Là người lớn hơn và giàu có hơn, Wichmann tin rằng yêu sách của Otto là vượt quyền mình. Ngoài ra, Wichmann còn có quan hệ hôn nhân với Vương thái hậu Mathilde. Năm 937, Otto tiếp tục xúc phạm giới quý tộc thông qua việc bổ nhiệm Gero để kế vị anh trai Siegfried làm Phiên địa bá tướccủa một khu vực biên giới rộng lớn xung quanh Merseburg, nơi giáp giới với lãnh thổ người Wend ở hạ lưu sông Saale. Quyết định của ông làm người em trai cùng cha khác mẹ và anh họ của Siegfried là Thankmar thất vọng. Thankmar cảm thấy rằng đúng lý ra mình mới là người nên được bổ nhiệm.

### Cuộc nổi loạn của các công quốc

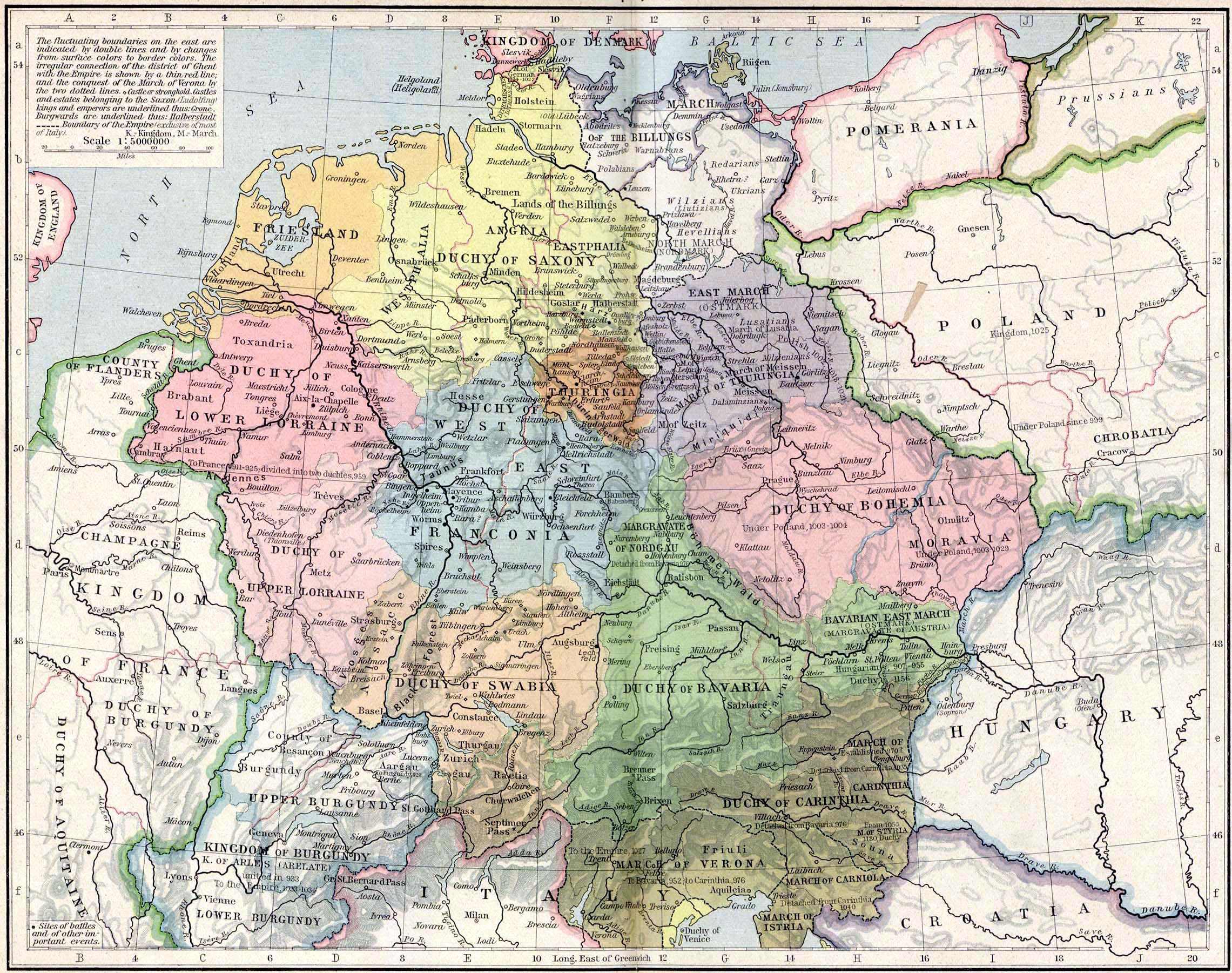
Trung Âu, 919-1125. Vương quốc Đức bao gồm các công quốc Sachsen (màu vàng), Franken (màu xanh), Bayern (màu xanh lá cây), Schwaben (màu cam) và Lorraine (màu hồng bên trái). Nhiều công tước nổi dậy chống lại sự cai trị của Otto năm 937 và một lần nữa vào năm 939.

Năm 937, Arnulf, Công tước xứ Bayern mất và được con trai là Eberhard kế vị. Công tước mới nhanh chóng xung đột với Otto khi Eberhard phản đối quyền cai trị của Otto đối với Bayern theo hòa ước giữa vua Heinrich và Arnulf. Từ chối công nhận quyền lực tối cao của Otto, Eberhard nổi dậy chống lại nhà vua. Trong hai chiến dịch vào mùa xuân và mùa thu năm 938, Otto đã đánh bại và đày Eberhard khỏi vương quốc và tước bỏ danh hiệu của ông. Otto đã bổ nhiệm chú của Eberhard là Berthold, một bá tước ở huyện biên giới Kärnten làm tân Công tước Bayern với điều kiện Berthold phải công nhận Otto là người duy nhất có quyền bổ nhiệm các giám mục và quản lý lãnh thổ hoàng gia trong công quốc.
Đồng thời, Otto phải giải quyết một cuộc tranh chấp giữa Bruning, một quý tộc Sachsen và Công tước Eberhard của Franken, anh trai của cựu vương Conrad I của Đức. Sau một người Sachsen lên nắm quyền lực, Bruning, một lãnh chúa địa phương có lãnh thổ ở vùng biên giới giữa Franken và Sachsen đã từ chối tuyên thệ quy phục với bất kỳ người cai trị nào không phải người Sachsen. Eberhard tấn công lâu đài Helmern của Bruning gần Peckelsheim, giết chết tất cả dân ở đó và đốt cháy nó. Nhà vua đã triệu tập các phe thù địch tới triều đình tại Magdeburg, nơi Eberhard được lệnh phải trả tiền phạt và các tướng dưới quyền của ông ta đã bị kết án phải mang chó chết ở nơi công cộng. Đó được coi là một hình phạt đặc biệt đáng xấu hổ.
Bực tức vì hành động của Otto, Eberhard đã cùng với người em cùng cha khác mẹ của Otto là Thankmar, Bá tước Wichmann và Đức Tổng Giám mục Friedrich ở Mainz và nổi dậy chống lại nhà vua vào năm 938. Công tước Herman I xứ Schwaben, một trong những cố vấn thân cận nhất của Otto đã cảnh báo ông về cuộc nổi loạn và nhà vua đã nhanh chóng dập tắt cuộc nổi dậy. Doesmann sớm hòa giải với Otto và gia nhập quân đội của nhà vua chống lại các cựu đồng minh của mình. Otto bao vây Thankmar tại Eresburg và giết chết ông ta tại bàn thờ ở Nhà thờ Thánh Peter. Sau thất bại, Eberhard và Friedrich tìm cách hòa giải với nhà vua. Otto đã ân xá cả hai sau một cuộc lưu đày ngắn ngủi ở Hildesheim và khôi phục lại chức tước cho họ.

### Chiến tranh ở Pháp
Ngay sau khi hòa giải, Eberhard đã lên kế hoạch cho một cuộc nổi loạn thứ hai chống lại Otto. Ông hứa sẽ giúp em trai Heinrich của Otto giành lấy ngai vàng và chiêu dụ Gilbert, Công tước xứ Lorraine tham gia cuộc nổi loạn. Gilbert đã kết hôn với em gái của Otto, Gerberga xứ Sachsen, nhưng lại thề trung thành với vua Louis IV của Tây Francia. Otto đày Heinrich khỏi Đông Francia và ông trốn đến nương nhờ triều đình của vua Louis. Nhà vua là người Tây Francia, luôn hy vọng giành lại quyền thống trị ở Lorraine một lần nữa nên đã bắt tay với Heinrich và Gilbert. Đáp lại, Otto đã liên minh với đối thủ chính của Louis, Hugh Cao quý, Bá tước Paris và chồng của chị gái Otto là Hedwig xứ Sachsen. Heinrich đã chiếm được Merseburg và dự định hội quân với Gilbert ở Lorraine nhưng Otto đã bao vây họ tại Chevremont gần Liège. Trước khi đánh bại được họ, Otto buộc phải bỏ việc vây hãm và chống lại Louis, người đã chiếm giữ Verdun. Otto sau đó đã đẩy Louis trở về thủ đô của mình tại Laon.
Dù Otto giành được một số chiến thắng ban đầu nhưng ông không thể bắt được những kẻ âm mưu và chấm dứt cuộc nổi loạn. Đức Tổng Giám mục Friedrich đã tìm cách hòa giải giữa các bên nhưng Otto đã từ chối lời đề nghị này. Dưới sự chỉ đạo của Otto, Công tước Herman xứ Schwaben đã lãnh đạo một đội quân chống lại những kẻ âm mưu vào Franken và Lorraine. Otto đã tuyển mộ một số đồng minh từ công quốc Alsace, những người đã vượt qua sông Rhein và làm Eberhard và Gilbert bị bất ngờ tại trận Andernach vào ngày 2 tháng 10 năm 939. Quân của Otto đã chiến thắng áp đảo: Eberhard bị giết tại trận, Gilbert bị chết đuối trên sông Rhein trong khi cố gắng trốn thoát. Còn lại một mình đối đầu với anh trai, Heinrich chịu quy phục Otto và cuộc nổi loạn chấm dứt. Khi Eberhard chết, Otto nắm quyền cai trị trực tiếp đối với công quốc Franken và giải thể nó thành các quận nhỏ hơn và giao cho các giám mục chịu trách nhiệm trực tiếp. Cùng năm đó, Otto đã làm hòa với Louis IV, nhờ đó Louis chấp nhận bá quyền của Otto đối với Lorraine. Đổi lại, Otto rút quân và sắp xếp cho em gái Gerberga (góa phụ của Gilbert) kết hôn với Louis IV.
Năm 940, Otto và Heinrich được hòa giải thông qua những nỗ lực của mẹ. Heinrich trở về Đông Francia và Otto bổ nhiệm ông ta làm công tước Lorraine mới kế tục Gilbert. Heinrich vẫn chưa từ bỏ tham vọng ngai vàng Đức và khởi xướng một âm mưu khác chống lại anh trai mình. Với sự hỗ trợ của Đức Tổng Giám mục Friedrich ở Mainz, Heinrich đã lên kế hoạch ám sát Otto vào Ngày lễ Phục sinh năm 941 tại Tu viện Quedlinburg. Otto đã phát hiện ra âm mưu và bắt những kẻ chủ mưu bỏ tù tại Ingelheim. Nhà vua sau đó đã thả và ân xá cả hai người sau khi họ làm lễ sám hối công khai vào ngày Giáng sinh cùng năm đó.

### Củng cố quyền lực
Từ năm 941 dến 951, quyền lực trong nước của Otto không bị thách thức. Thông qua sự phụ thuộc của các công tước dưới quyền, Otto đã khẳng định quyền lực của mình khi có thể đưa ra quyết định mà không cần sự đồng ý trước của họ. Ông đã cố tình phớt lờ các yêu sách và đẳng cấp của giới quý tộc, những kẻ vốn chỉ mong muốn kế thừa địa vị bằng cách tự bổ nhiệm các cá nhân mà ông ta chọn vào triều đình. Việc trọng dụng người tài bất kể dòng dõi là con đường dẫn đến đỉnh cao quyền lực của ông. Mẹ của ông - Mathilde không tán thành chính sách này và bị các cố vấn hoàng gia của Otto cáo buộc làm suy yếu quyền lực của ông. Sau khi bị Otto đày đi một thời gian ngắn ở Westphalen tại Enger vào năm 947, Mathilde đã được đưa trở về cung đình nhờ sự khuyên nhủ của vợ ông là Edgitha.
Giới quý tộc khó chịu với Otto vì các quốc vương trước đây chưa từng theo kế vị ngai vàng. Truyền thống quy định rằng tất cả con trai của cựu vương đều được nhận một phần của vương quốc, kế hoạch kế vị của Heinrich đã đặt Otto lên vị trí đứng đầu một vương quốc thống nhất đầu tiên không theo truyền thống. Phong cách độc đoán của Otto cũng trái ngược hoàn toàn với cha ông. Heinrich đã cố tình bỏ tục xức dầu của Giáo hội khi đăng quang như là một biểu tượng của việc được bầu bởi người dân và cai trị vương quốc của ông trên cơ sở "các hiệp ước hữu nghị" (tiếng Latin: amellyia). Heinrich coi vương quốc là một liên minh của các công quốc và tự coi mình là người đứng đầu những người bình đẳng. Thay vì tìm cách cai quản vương quốc thông qua các đại diện hoàng gia như Charlemagne đã làm, Heinrich cho phép các công tước tự kiểm soát lãnh thổ của mình miễn là địa vị lãnh đạo của ông được công nhận. Otto một mặt chấp nhận lễ xức dầu của Giáo hội, mặt khác coi vương quốc của mình như một thể chế quân chủ phong kiến và ông là người nắm giữ "quyền lực thần thánh" để cai trị nó. Ông trị vì mà không quan tâm đến địa vị của các giới quý tộc ở các vương quốc.
Chính sách mới này đảm bảo vị thế của Otto là chủ nhân không thể bị thách thức trong vương quốc. Các thành viên trong gia tộc ông và các quý tộc khác đã nổi dậy chống lại Otto đã buộc phải nhận tội một cách công khai và đầu hàng vô điều kiện và hy vọng sự tha thứ từ vua của họ. Đối với các quý tộc và các quan chức cấp cao khác, hình phạt của Otto thường nhẹ và người bị phạt cũng thường được khôi phục lại vị trí trong triều đình sau đó. Em trai Heinrich của ông đã nổi loạn hai lần và được ân xá hai lần sau khi ông ta đầu hàng. Ông thậm chí còn được bổ nhiệm làm Công tước Lorraine và sau đó là Công tước Bayern. Thường dân nổi loạn bị đối xử khắc nghiệt hơn nhiều; Otto thường xử tử họ.
Otto tiếp tục thưởng cho các chư hầu trung thành vì sự phục vụ của họ trong suốt thời kỳ ông làm vua. Mặc dù sự bổ nhiệm vẫn có và được tổ chức theo ý của ông, chúng ngày càng đan xen với chính trị triều đại. Heinrich cha ông thường dựa vào "hiệp ước hữu nghị" trong khi Otto thường dựa vào mối quan hệ gia đình. Otto từ chối chấp nhận những người cai trị vô danh như ông. Dưới thời Otto, sự hợp nhất của các chư hầu quan trọng đã diễn ra thông qua các liên kết hôn nhân. Vua Louis IV của Pháp đã kết hôn với chị gái của Otto là Gerberga vào năm 939 và Liudolf, con trai của Otto đã kết hôn với Ida, con gái của Hermann I, Công tước Schwaben vào năm 947. Nhà cầm quyền trước đây gắn chặt dòng họ hoàng gia Tây Francia với Đông Francia và sau này bảo đảm sự kế vị công tước Schwaben của con trai ông vì Hermann không có con trai. Kế hoạch của Otto đã thành hiện thực vào năm 950 khi Liudolf trở thành công tước Schwaben và vào năm 954, cháu trai của Otto Lothaire của Pháp trở thành vua ở Pháp.
Năm 944, Otto bổ nhiệm Conrad Đỏ làm công tước Lorraine và đưa ông vào đại gia tộc của mình thông qua cuộc hôn nhân với con gái của Otto Liutgard vào năm 947. Là một người Frank nhà Salier khi sinh ra, Conrad là cháu trai của cựu vương Conrad I của Đức. Sau cái chết của chú Otto là Berthold, Công tước xứ Bayern vào năm 947, Otto đã thỏa mãn tham vọng của em trai Heinrich thông qua cuộc hôn nhân với Judith, Nữ công tước xứ Bayern, con gái của Arnulf và bổ nhiệm ông làm công tước Bayern năm 948. Sự sắp xếp này cuối cùng đã giúp hai anh em làm hòa vì Heinrich sau đó đã từ bỏ yêu sách ngai vàng. Thông qua mối quan hệ gia đình với công tước, Otto đã củng cố thành công quyền lực của mình và sự gắn kết chung của vương quốc.
Vào ngày 29 tháng 1 năm 946, Edgitha đột ngột qua đời ở tuổi 35 và Otto chôn cất vợ tại Nhà thờ chính tòa Magdeburg. Cuộc hôn nhân đã kéo dài được mười sáu năm và sinh ra hai đứa con; Sau cái chết của Edgitha, Otto bắt đầu chuẩn bị người kế vị. Giống như cha ông, Otto có ý định chuyển quyền cai trị vương quốc cho con trai Liudolf khi ông qua đời. Otto đã gọi tất cả các nhân vật hàng đầu của vương quốc và họ đã tuyên thệ trung thành với Liudolf và hứa sẽ công nhận quyền thừa kế ngai vàng của Liudolf.

### Đối ngoại

#### Pháp
Các vị vua Tây Francia đã suy giảm quyền lực đáng kể sau những cuộc đấu tranh nội bộ với tầng lớp quý tộc nhưng vẫn khẳng định quyền lực của mình đối với công quốc Lorraine, một lãnh thổ cũng được Đông Francia tuyên bố chủ quyền. Vua Đức được hỗ trợ bởi đối thủ chính trong nước của Louis IV, Hugh Đại đế. Nỗ lực thứ hai của Louis IV để trị vì Lorraine vào năm 940 dựa trên tuyên bố khẳng định ông là công tước Lorraine chính đáng do cuộc hôn nhân của ông với Gerberga xứ Sachsen, em gái của Otto và là góa phụ của Gilbert, một công tước Lorraine. Otto đã không công nhận yêu sách của Louis IV và chọn em trai Heinrich làm công tước. Trong những năm tiếp theo, cả hai bên đều cố gắng tăng cường ảnh hưởng ở Lorraine nhưng công quốc vẫn là một phần trong vương quốc của Otto.
Bất chấp sự cạnh tranh của họ, Louis IV và Hugh đều gắn bó với gia đình Otto thông qua các mối quan hệ hôn nhân. Otto đã chủ động hòa giải vào năm 942 và tuyên bố hòa giải chính thức giữa hai người. Như một phần của thỏa thuận, Hugh đã thực hiện một hành động quy thuận Louis IV và đổi lại Louis IV là từ bỏ mọi yêu sách đối với Lorraine. Sau một thời gian hòa bình ngắn ngủi, vương quốc Tây Francia rơi vào một cuộc khủng hoảng khác vào năm 946. Người Norman bắt Louis IV giao cho Hugh, người đã thả Vua với điều kiện đầu hàng pháo đài Laon. Trước sự thúc giục của chị gái Gerberga, Otto đã xâm lược Pháp thay mặt Louis IV nhưng quân đội của ông không đủ mạnh để chiếm các thành phố quan trọng như Laon, Reims và Paris. Sau ba tháng, Otto cuối cùng đã buộc phải bỏ bao vây mà không thể đánh bại Hugh nhưng đã tìm cách đẩy Hugh xứ Vermandois khỏi địa vị Tổng giám mục Reims, khôi phục quyền lực của Artald xứ Reims.
Để giải quyết vấn đề kiểm soát Tổng giáo phận Reims, Otto đã triệu tập một Công nghị tại Ingelheim vào ngày 7 tháng 6 năm 948. Công nghị có sự tham gia của hơn 30 giám mục bao gồm tất cả các tổng giám mục của Đức - một minh chứng cho vị thế mạnh mẽ của Otto ở Đông và Tây Francia. Thượng hội đồng xác nhận việc bổ nhiệm Artald của Otto làm Tổng giám mục Reims và Hugh được khuyến khích tôn trọng chính quyền hoàng gia của vua mình. Nhưng phải đến năm 950, các chư hầu lớn mới chấp nhận Louis IV làm vua; các đối thủ không được hòa giải hoàn toàn cho đến tháng 3 năm 953.

#### Bourgogne
Otto tiếp tục mối quan hệ hòa hảo giữa Đức và Vương quốc Bourgogne do cha ông khởi xướng. Vua Rudolf II của Bourgogne trước đây đã kết hôn với Bertha xứ Schwaben, con gái của một trong những trưởng cố vấn của Heinrich vào năm 922. Bourgogne ban đầu là một phần của Trung Francia, là trung tâm của đế chế Charlemagne trước khi tách ra theo Hiệp ước Verdun năm 843. Vào ngày 11 tháng 7 năm 937, Rudolf II qua đời và Hugh xứ Provence, đối thủ chính của Quốc vương Ý và Rudolf II lên ngôi vương chủ của Bourgogne. Otto đã can thiệp vào sự kế vị và với sự hỗ trợ của mình, con trai của Rudolf II là Conrad I của Bourgogne đã bảo vệ được ngai vàng. Bourgogne đã trở thành một phần không thể tách rời nhưng độc lập về hình thức và là một phần trong vòng ảnh hưởng của Otto và giữ hòa hiếu với Đức trong triều đại của Otto.

#### Bohemia
Boleslav I, Công tước xứ Bohemia lên ngôi vào năm 935. Năm sau, sau cái chết của cha Otto, vua Heinrich der Finkler, Boleslav đã ngừng cống nạp cho Vương quốc Đức (Đông Francia), vi phạm hiệp ước hòa bình giữa Heinrich với anh trai và người tiền nhiệm của Boleslav, Václav I. Boleslav đã tấn công một đồng minh của người Sachsen ở tây bắc Bohemia năm 936 và đánh bại hai đội quân của Otto từ Thuringia và Merseburg. Sau cuộc xâm lược quy mô lớn ban đầu này của Bohemia, chiến sự liên tiếp xảy ra, chủ yếu dưới hình thức tấn công biên giới. Cuộc chiến kéo dài đến năm 950, khi Otto bao vây lâu đài của con trai Boleslav. Boleslav quyết định ký hiệp ước hòa bình và hứa sẽ tiếp tục cống nạp. Boleslav trở thành đồng minh của Otto và quân đội của ông ta đã giúp quân đội Đức chống lại mối đe dọa chung từ người Magyar tại sông Lech năm 955. Sau đó, ông tiếp tục phá tan một cuộc nổi dậy của hai công tước người Slav (Stoigniew và Nako) ở Mecklenburg, có lẽ để bảo đảm sự bành trướng đất đai của người Bohemia ở phía đông.

#### Đế quốc Byzantine
Trong triều đại đầu tiên của mình, Otto đã thúc đẩy mối quan hệ chặt chẽ với Hoàng đế Constantine VII Porphyrogenitus, người trị vì Đế quốc Byzantine từ năm 913 cho đến khi ông qua đời năm 959; Đông Francia và Byzantine đã gửi một số đại sứ cho nhau. Giám mục Thietmar xứ Merseburg, một người ghi chép sử biên niên thời trung cổ ghi lại như sau: "Sau thất bại của Gilbert năm 939, những đại sứ từ Hy Lạp [người Byzantine] đã hai lần mang quà của hoàng đế của họ gửi biếu cho nhà vua của chúng tôi, cả hai quần chủ đều giữ hòa hiếu với nhau." Trong thời gian này, Otto lần đầu tiên cố gắng liên kết với Đế chế phương Đông thông qua các cuộc hôn nhân.

### Các cuộc chiến tranh với người Slav
Khi Otto đang hoàn tất các cuộc đàn áp cuộc nổi loạn của anh trai mình vào năm 939, người Slav trên sông Elbe đã nổi dậy chống lại sự cai trị của Đức. Bị cha của Otto khuất phục vào năm 928, người Slav coi cuộc nổi loạn của Heinrich là cơ hội để giành lại độc lập. Tướng dưới trướng của Otto ở phía đông Sachsen, Bá tước Gero xứ Merseburg, người bị buộc tội khuất phục những người Slav Polabia ngoại đạo. Theo Widukind, Gero đã mời khoảng ba mươi vị thủ lĩnh người Slav đến một bữa tiệc; Sau bữa tiệc, binh lính của ông đã tấn công và tàn sát những vị khách say xỉn. Người Slav yêu cầu trả thù và hành quân chống lại Gero với một đội quân khổng lồ. Otto đã đồng ý một thỏa thuận đình chiến ngắn với người em trai nổi loạn Heinrich và chuyển sang hỗ trợ Gero. Sau những trận chiến ác liệt, các lực lượng hợp nhất của họ đã đẩy lùi cuộc tiến công của người Slav; Otto sau đó trở lại phía tây để khuất phục cuộc nổi loạn của người em trai.
Năm 941, Gero khởi xướng một âm mưu khác để khuất phục người Slav. Ông ta đã tuyển mộ một người Slav bị giam cầm tên là Tugumir, một thủ lĩnh của Hevelli. Gero hứa sẽ hỗ trợ ông ta giành lấy ngai vàng Hevelli nếu sau này Tugumir công nhận Otto là người thừa kế của mình. Tugumir đồng ý và quay trở lại với người Slav. Vì vụ thảm sát của Gero, người Slav chỉ còn sót lại một vài thủ lĩnh và người Slav nhanh chóng tuyên bố Tugumir là vương công của họ. Khi lên ngôi, Tugumir đã sát hại đối thủ chính của mình và tuyên bố trung thành với Otto, sáp nhập lãnh thổ của mình vào vương quốc Đức. Otto đã trao cho Tugumir danh hiệu "công tước" và cho phép Tugumir cai trị thần dân của mình và chịu sự cai trị của Otto giống như một công tước Đức. Sau cuộc đảo chính của Gero và Tugumir, liên mình người Slav đã tan vỡ. Để kiểm soát thành trì trọng yếu Hevelli ở Brandenburg, Gero đã tấn công và đánh bại các bộ lạc người Slav vốn đang bị chia rẽ. Otto và những người kế vị đã mở rộng sự kiểm soát của họ sang Đông Âu thông qua việc thực dân hóa bằng quân sự và thành lập các nhà thờ.

## Bành trướng sang Ý

### Tranh chấp ngai vàng Ý
Sau cái chết của Hoàng đế Charles Béo vào năm 888, đế chế của Charlemagne bị chia thành nhiều vùng lãnh thổ: Đông Francia, Tây Francia, vương quốc Hạ, Thượng Bourgogne và Vương quốc Ý. Mỗi vương quốc được cai trị bởi một vị vua riêng. Mặc dù giáo hoàng ở Roma tiếp tục phong các vị vua của Ý làm "hoàng đế" để cai trị đế chế của Charlemagne nhưng quyền lực của những "hoàng đế Ý" này không bao giờ vượt qua khỏi phía bắc dãy Alps. Khi Berengario I của Ý bị ám sát vào năm 924, người thừa kế trên danh nghĩa cuối cùng của Charlemagne đã chết và tước hiệu này đã vô chủ.

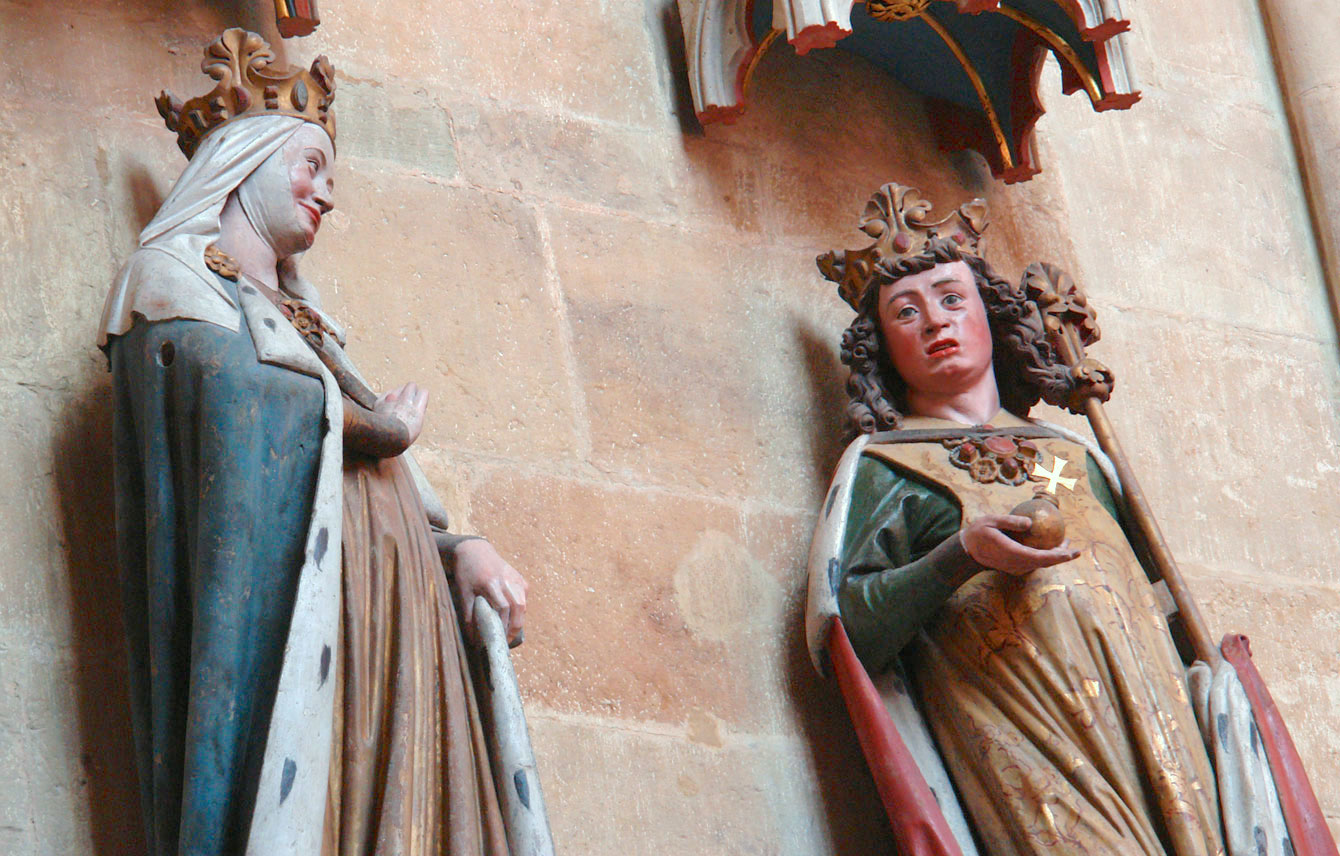
Tượng của Otto I (phải) và Adelaide trong Nhà thờ Meissen. Otto và Adelaide đã kết hôn sau khi sáp nhập Ý.

Vua Rudolf II của Thượng Bourgogne và Hugh, Bá tước Provence, người cai trị Hạ Bourgogne đã cạnh tranh với nhau để giành quyền thống trị ở Ý. Năm 926, Hugh đánh bại Rudolf và thiết lập quyền kiểm soát thực tế trên bán đảo Ý và được trao vương miện Vua của Ý. Con trai của ông là Lotario trở thành người cai trị vào năm 931. Hugh và Rudolf II cuối cùng đã ký kết một hiệp ước hòa bình vào năm 933; bốn năm sau, Lotario đã đính hôn với con gái sơ sinh của Rudolf là Adelaide.
Năm 940, Berengario II, Phiên hầu tước Ivrea, cháu trai của cựu vương Berengario I đã lãnh đạo một cuộc nổi dậy của giới quý tộc Ý chống lại người chú Hugh của mình. Được cảnh báo trước bởi Lotario, Hugh đày Berengario II khỏi Ý và ông ta đã sang nương nhờ ở triều đình của Otto năm 941. Năm 945, Berengario II trở lại và đánh bại Hugh với sự hỗ trợ của giới quý tộc Ý. Hugh thoái vị, nhường ngôi con trai và nghỉ hưu ở Provence; Berengario II đã thỏa thuận với Lotario và tự coi mình là quyền lực đằng sau ngai vàng. Lotario kết hôn với Adelaide lúc đó được mười sáu tuổi vào năm 947 và trở thành vua trên danh nghĩa khi Hugh qua đời vào ngày 10 tháng 4 năm 948 trong khi Berengario II tiếp tục nắm quyền làm Quản thừa hay phó vương.
"Sự trị vì" ngắn ngủi của Lotario đã chấm dứt sau khi ông mất vào ngày 22 tháng 11 năm 950 và Berengario II lên ngôi vua vào ngày 15 tháng 12, với con trai là Adalberto của Ý với tư cách là người cai trị. Không nhận được sự ủng hộ rộng rãi, Berengario II đã cố gắng hợp pháp hóa sự cai trị của mình và cố gắng buộc Adelaide, con gái, con dâu và góa phụ của ba vị vua Ý cuối cùng kết hôn với Adalbert. Adelaide đã từ chối quyết liệt và bị Berengario II giam cầm ở hồ Garda. Với sự giúp đỡ của bá tước Adalberto Atto xứ Canossa, cô đã trốn thoát khỏi nhà tù. Bị bao vây bởi Berengario II ở Canossa, Adelaide đã gửi một sứ giả băng qua dãy Alps để tìm kiếm sự bảo vệ và kết hôn với Otto. Cuộc hôn nhân với Adelaide sẽ củng cố vị thế của nhà vua để giành lấy ngai vàng Ý và cuối cùng là trở thành hoàng đế. Biết được vẻ đẹp tuyệt vời và sự giàu có của Adelaide, Otto đã chấp nhận lời cầu hôn của Adelaide và chuẩn bị một cuộc viễn chinh đến Ý.

### Cuộc viễn chinh Ý lần thứ nhất
Vào đầu mùa hè năm 951, trước khi Otto băng qua dãy Alps, con trai của Otto là Liudolf, Công tước xứ Schwaben đã xâm chiếm Lombardia ở miền bắc nước Ý. Lý do chính xác cho hành động của Liudolf không rõ ràng, các nhà sử học đã đưa ra một số động cơ khả dĩ. Trong đó, Liudolf có thể đã cố gắng giúp đỡ Adelaide, một người họ hàng xa của vợ ông là Idud hoặc ông ta có ý định củng cố vị thế của mình trong hoàng tộc. Liudolf cũng đang cạnh tranh với chú của mình, công tước Heinrich của Bayern cả trong các vấn đề ở Đức và Bắc Ý. Trong khi Liudolf đang chuẩn bị cho chuyến viễn chinh của mình, Heinrich đã xúi giục giới quý tộc Ý không tham gia chiến dịch của Liudolf. Khi Liudolf đến Bologna, ông ta không tìm thấy sự hỗ trợ nào và không thể duy trì quân đội của mình. Quân đội của ông đã gần bị tiêu diệt cho đến khi quân đội của Otto vượt qua dãy Alps. Nhà vua miễn cưỡng thu nhận quân của Liudolf và rất tức giận vì những hành động đơn phương của Liudolf.

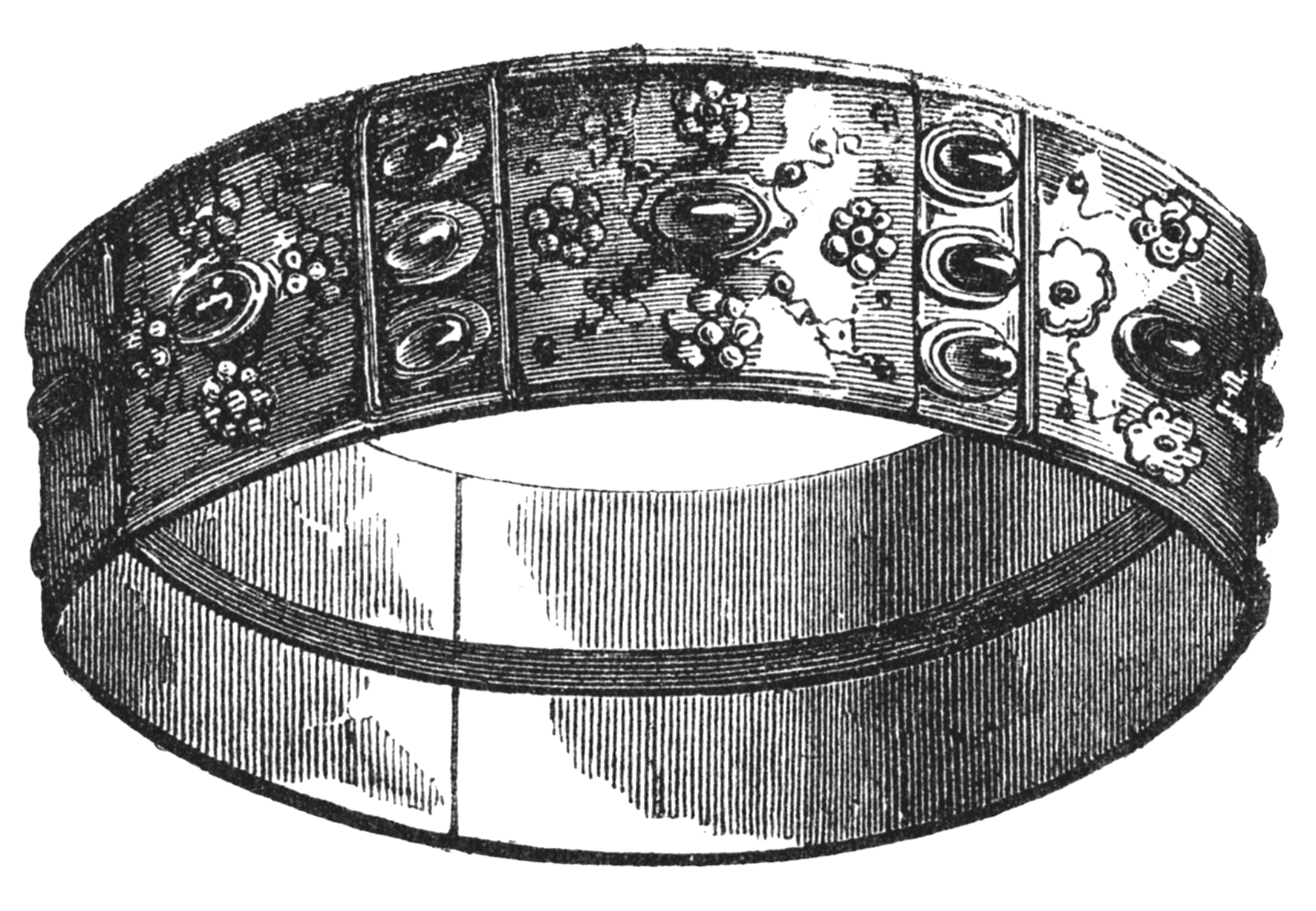
Vương miện sắt của người Lombard đã được chuyển cho Otto vào năm 951 trong chiến dịch đầu tiên ở Ý.

Otto và Liudolf đến miền bắc Ý vào tháng 9 năm 951 mà không gặp phải sự phản kháng của Berengario II. Khi họ xuống thung lũng sông Po, các quý tộc và giáo sĩ người Ý đã rút lại sự ủng hộ của họ với Berengario và viện trợ cho Otto và quân đội Otto. Nhận ra vị thế suy yếu của mình, Berengario II đã trốn khỏi thủ đô Pavia. Khi Otto đến Pavia vào ngày 23 tháng 9 năm 951, thành phố sẵn sàng mở cổng thành cho vị vua Đức. Theo truyền thống của Bologna, Otto đã được trao Vương miện sắt của người Lombard vào ngày 10 tháng 10. Giống như Charlemagne, Otto giờ là Vua của Đức và Vua của Ý. Otto đã gửi một thông điệp cho em trai Heinrich ở Bayern để hộ tống cô dâu của mình từ Canossa đến Pavia, nơi hai người kết hôn.
Ngay sau cuộc hôn nhân của cha mình ở Pavia, Liudolf rời Ý và trở về Schwaben. Đức Tổng Giám mục Friedrich của Mainz, tổng giám mục ở Đức và đối thủ lâu năm của Otto cũng trở về Đức cùng với Liudolf. Những xáo trộn ở miền bắc nước Đức đã buộc Otto trở về với phần lớn quân đội vào năm 952. Otto đã để lại một phần nhỏ quân đội của mình ở Ý và bổ nhiệm con rể của mình là Conrad, Công tước Lorraine làm nhiếp chính và giao cho ông ta nhiệm vụ khuất phục Berengario II.

### Hệ quả
Với quân đội ít ỏi còn lại, nhiếp chính của Otto ở Ý đã thử giải pháp ngoại giao và mở các cuộc đàm phán hòa bình với Berengario II. Conrad nhận ra rằng một cuộc đối đầu quân sự sẽ tổn hao lớn cho Đức cả về nhân lực và tài lực. Vào thời điểm vương quốc đang phải đối mặt với các cuộc xâm lược từ phía bắc của người Đan Mạch và từ phía đông của người Slav và Hungari, tất cả các tài nguyên đều được đưa lên phía bắc dãy Alps. Conrad tin rằng mối quan hệ quốc gia phụ thuộc với Ý sẽ là mối quan hệ tốt nhất cho Đức. Ông đề xuất một hiệp ước hòa bình, trong đó Berengario II sẽ vẫn là Vua Ý với điều kiện ông công nhận Otto là vương chủ. Berengario II đã đồng ý và cùng với Conrad lên phía bắc để gặp Otto ký kết thỏa thuận.

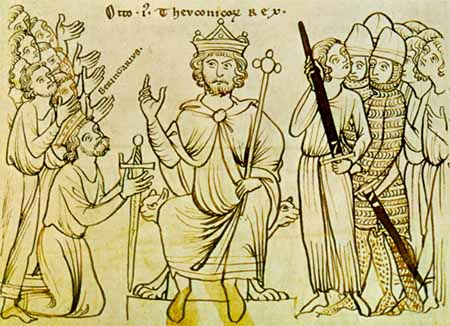
Bản mô tả bản chép tay (khoảng năm 1200) của Otto chấp nhận đầu hàng Berengario II của Ý. Dòng tiêu đề ghi Otto I Theutonicorum rex ("Otto đệ nhất, vua của người Đức").

Hiệp ước của Conrad đã bị Adelaide và Heinrich chỉ trích. Mặc dù sinh ra là người Bourgogne nhưng cô được nuôi dưỡng như một người Ý. Cha của cô, Rudolf II xứ Bourgogne là vua của Ý một thời gian ngắn trước khi bị phế truất và bản thân cô đã từng là nữ hoàng Ý một thời gian ngắn cho đến khi chồng bà Lotario II qua đời ở Ý. Berengario II đã bỏ tù cô khi cô từ chối kết hôn với con trai của mình, Adalberto của Ý. Heinrich có những lý do khác để từ chối hiệp ước hòa bình. Là công tước Bayern, ông kiểm soát lãnh thổ ở phía bắc biên giới Đức-Ý. Heinrich hy vọng rằng với việc Berengario II bị phế truất, đất phong của ông ta sẽ được mở rộng đáng kể bằng cách kết hợp lãnh thổ phía nam dãy Alps. Conrad và Heinrich đã không có mối quan hệ tốt và hiệp ước được đề xuất đã khiến hai công tước xa nhau hơn. Adelaide và Heinrich âm mưu cùng nhau thuyết phục Otto từ chối hiệp ước của Conrad.
Conrad và Berengario II đã đến Magdeburg để gặp Otto nhưng phải đợi ba ngày trước khi sự tiếp kiến được chấp nhận. Đây là một sự xúc phạm nhục nhã đối với Conrad. Mặc dù Adelaide và Heinrich đều thúc giục từ chối, Otto đã chuyển vấn đề này đến nghị viện Hoàng gia để tranh luận thêm. Xuất hiện trước nghị viện Hoàng gia vào tháng 8 năm 952 tại Augsburg, Berengario II và con trai Adalberto đã buộc phải thề trung thành với Otto như một chư hầu. Đổi lại, Otto đã trao Ý cho Berengario II làm đất phong và khôi phục danh hiệu "Vua Ý" cho ông ta. Vua Ý đã phải cống vật lớn hàng năm và được yêu cầu nhượng lại công quốc Friuli ở phía nam dãy Alps. Otto đã sáp nhập khu vực này vào huyện biên giới Verona và đặt nó dưới quyền kiểm soát của Heinrich như là phần thưởng cho lòng trung thành của ông ta. Nhờ đó, công quốc Bayern đã trở thành lãnh địa quyền lực nhất ở Đức.

## Quan hệ với Giáo hội Công giáo

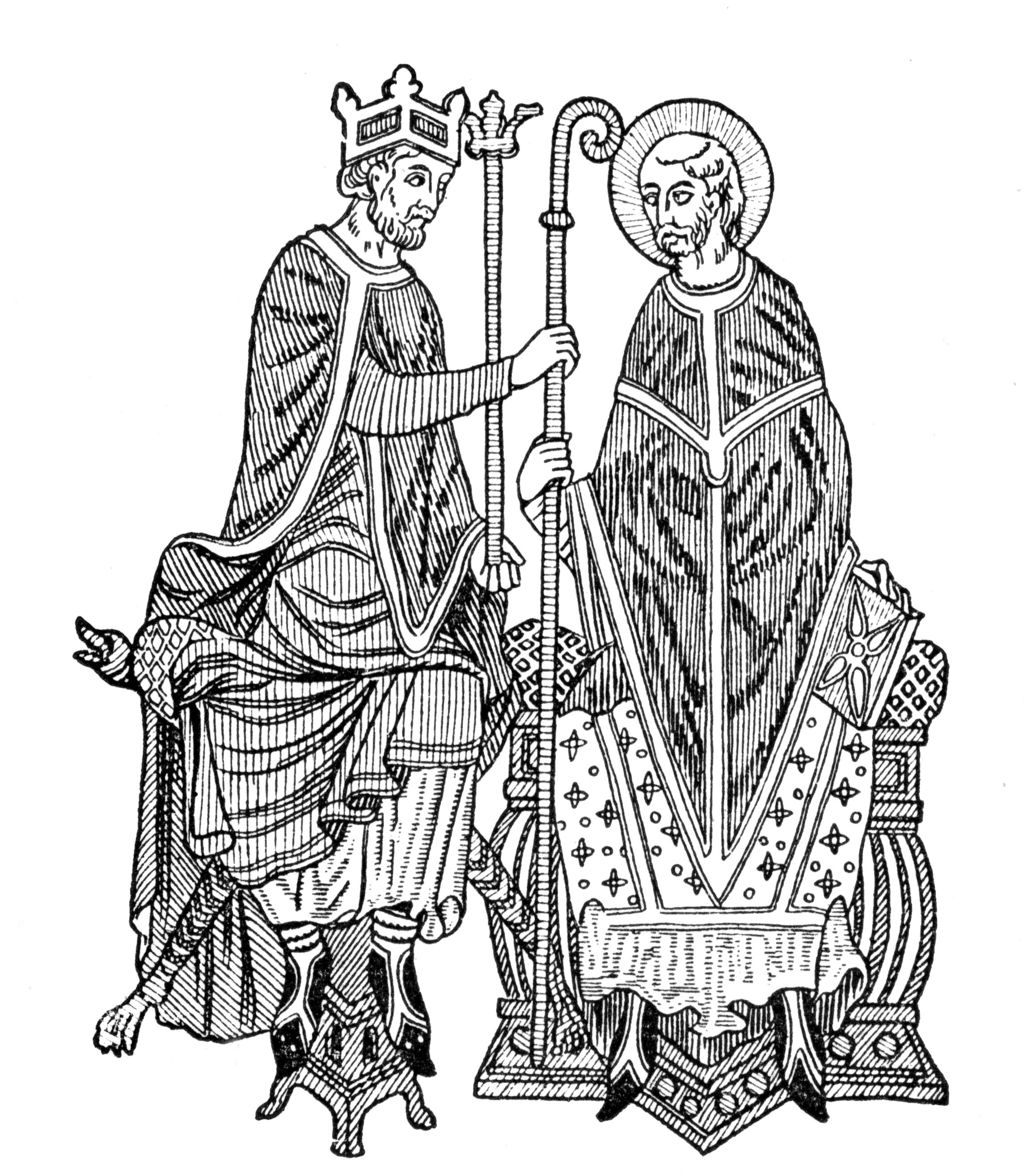
Một vị vua thời trung cổ phong tước một giám mục với các biểu tượng của nhà vua. Otto tập trung quyền kiểm soát của mình đối với Đức thông qua sự phong tước các giám mục và cha bề trên, khiến tầng lớp giáo sĩ trở thành chư hầu riêng của ông.

Từ cuối những năm 940, Otto đã sắp xếp lại các chính sách đối nội bằng cách sử dụng các cơ quan của Giáo hội Công giáo làm công cụ quản lý hoàng gia, từ đó thiết lập triều đình của Hệ thống Giáo hội Hoàng gia Otto. Liên quan đến "quyền cai trị thiêng liêng" của mình, ông tự coi mình là người bảo vệ Giáo hội. Một yếu tố quan trọng của việc tái tổ chức hành chính là việc đưa các giáo sĩ độc thân vào các cơ quan thế tục, các giám mục chủ chốt và các cha bề trên thay cho tầng lớp quý tộc thế tục cha truyền con nối. Otto đã tìm cách thiết lập một sự cân bằng không cha truyền con nối với các vương công hoàng gia độc lập và mạnh mẽ. Ông đã trao đất và ban tặng danh hiệu Vương công Hoàng gia (Reichsfürst) cho các giám mục và cha bề trên. Do đó, yêu sách cha truyền con nối không còn tác dụng vì sau khi chết, các cơ quan đều không có người kế thừa và phải được vua bổ nhiệm lại. Nhà sử học Norman Cantor kết luận: "Trong những điều kiện này, cuộc bầu chọn giáo sĩ đã trở thành bắt buộc trong đế chế của Otto và nhà vua đã lấp đầy hàng ngũ các giám mục bằng người thân của mình và với các giáo sĩ trung thành với ông, người cũng được bổ nhiệm làm người đứng đầu tu viện Đức."
Thành viên nổi bật nhất của giáo hội hoàng gia này là anh trai của Otto, Bruno Đại đế, Thủ tướng của Otto kể từ năm 940, người được bổ nhiệm làm Tổng giám mục Cologne và Công tước Lorraine vào năm 953. Các quan chức tôn giáo quan trọng khác trong chính phủ của Otto bao gồm Tổng giám mục Wilheim của Mainz (Con trai ngoài giá thú của Otto), Đức Tổng Giám mục Adaldag của thành Bremen và Hadamar, cha bề trên của Tu viện hoàng gia Fulda. Otto ban cho các giám mục và tu viện trưởng trong vương quốc của mình nhiều món quà như các đặc quyền về đất đai và tước hiệu hoàng gia cũng như quyền đánh thuế và có đội quân riêng. Trên những vùng đất của Giáo hội, chính quyền thế tục không có quyền thu thuế hay quyền tài phán. Điều này đã nâng Giáo hội lên trên các công tước khác và đảm bảo các giáo sĩ sẽ là chư hầu của nhà vua. Để hỗ trợ Giáo hội, Otto đã bắt buộc toàn dân Đức phải đóng thuế thập phân.
Otto đã ban cho các giám mục và vị cha bề trên tước bá tước cũng như các quyền lực tương đương công tước trong lãnh thổ của họ. Bởi vì cá nhân Otto đã bổ nhiệm tất cả các giám mục và cha bề trên, những cải cách này đã củng cố quyền lực trung ương của ông và hàng ngũ cao cấp của Giáo hội Đức hoạt động trong một số khía cạnh như một cánh tay của bộ máy quan liêu hoàng gia. Otto thường xuyên bổ nhiệm chức tuyên úy cho các giám mục trên toàn vương quốc. Trong khi gắn liền với triều đình hoàng gia, các giáo sĩ sẽ thực hiện công việc của chính phủ thông qua các cơ quan của thủ tướng hoàng gia. Sau nhiều năm trong triều đình, Otto sẽ thưởng cho họ bằng việc thăng cấp cho một giáo phận.

## Cuộc nội chiến với Liudolf

### Cuộc nổi dậy chống lại Otto
Với sự thất bại nhục nhã của chiến dịch Ý và cuộc hôn nhân của Otto với Adelaide, Liudolf trở nên xa cách với cha mình và lên kế hoạch nổi loạn. Vào ngày Giáng sinh năm 951, ông đã tổ chức một bữa tiệc hoành tráng tại Saalfeld với sự tham dự của nhiều nhân vật quan trọng trên khắp vương quốc, nổi bật nhất là Đức Tổng Giám mục Friedrich của Mainz, tổng giám mục Đức. Liudolf đã có thể chiêu dụ anh rể của mình, Công tước Lorraine nổi loạn. Khi nhiếp chính cho Otto ở Ý, Conrad đã đàm phán một thỏa thuận hòa bình và liên minh với Berengario II và tin rằng Otto sẽ xác nhận hiệp ước này. Thay vì làm một đồng minh, Berengario II đã bị Otto chinh phục và vương quốc của ông sau đó đã bị thu hẹp. Conrad cảm thấy bị phản bội và bị xúc phạm về quyết định của Otto, đặc biệt là khi trao thêm quyền lực cho Heinrich. Conrad và Liudolf cho rằng Otto bị kiểm soát bởi người vợ ngoại quốc và người em trai đói khát quyền lực và quyết tâm giải phóng vương quốc khỏi sự thống trị của họ.
Vào mùa đông năm 952, Adelaide đã hạ sinh một đứa con trai mà cô đặt tên là Heinrich theo tên của em rể và ông nội của đứa trẻ, Heinrich der Finkler. Tin đồn lan truyền rằng Otto đã bị vợ và em trai thuyết phục cho đứa trẻ này làm người thừa kế thay vì Liudolf. Đối với nhiều quý tộc Đức, tin đồn này đại diện cho sự thay đổi của Otto từ chính sách tập trung vào Đức sang tập trung vào Ý. Ý tưởng Otto sẽ yêu cầu họ thu hồi các quyền kế vị của Liudolf đã thúc đẩy nhiều quý tộc tham gia nổi loạn. Liudolf và Conrad lần đầu tiên lãnh đạo các quý tộc chống lại Heinrich, công tước Bayern vào mùa xuân năm 953. Heinrich không được lòng người dân Bayern do nguồn gốc Sachsen của ông và các chư hầu đã nhanh chóng nổi dậy chống lại ông.
Tin tức về cuộc nổi loạn đã đến tai Otto tại Ingelheim. Để đảm bảo vị thế của mình, ông đến thành trì của mình tại Mainz. Thành phố cũng là trụ sở của Đức Tổng Giám mục Friedrich của Mainz, người đóng vai trò trung gian hòa giải giữa Otto và quân nổi loạn. Các chi tiết được ghi lại về cuộc họp hoặc hiệp ước đàm phán không tồn tại nhưng Otto đã sớm rời Mainz với một hiệp ước hòa bình có lợi cho những kẻ nổi loạn, rất có thể là xác nhận Liudolf là người thừa kế và chấp thuận thỏa thuận ban đầu của Conrad với Berengario II. Những điều khoản này trái với mong muốn của Adelaide và Heinrich.
Khi Otto trở về Sachsen, Adelaide và Heinrich đã thuyết phục nhà vua hủy bỏ hiệp ước. Triệu tập Nghị viện Hoàng gia tại Fritzlar, Otto tuyên bố Liudolf và Conrad là những kẻ ngoài vòng pháp luật vắng mặt. Nhà vua khẳng định lại mong muốn thống trị của mình đối với nước Ý và để giành lấy danh hiệu hoàng đế. Ông ta đã phái các sứ giả đến Công quốc Lorraine và xúi giục các quý tộc địa phương chống lại sự cai trị của Conrad. Công tước là một người Frank nhà Salier từ khi sinh ra và không được người dân Lorraine yêu quý nên họ đã cam kết ủng hộ Otto.
Hành động của Otto tại Nghị viện đã kích động người dân Schwaben và Franken nổi loạn. Sau những thất bại ban đầu của Otto, Liudolf và Conrad trở lại tổng hành dinh của họ ở Mainz. Vào tháng 7 năm 953, Otto và quân đội của ông đã bao vây thành phố với sự hỗ trợ bởi quân đội của Heinrich từ Bayern. Sau hai tháng bị bao vây, thành phố đã không sụp đổ và các cuộc nổi loạn chống lại sự cai trị của Otto ngày càng mạnh mẽ ở miền nam nước Đức. Đối mặt với những thách thức này, Otto đã mở các cuộc đàm phán hòa bình với Liudolf và Conrad. Bruno Đại đế, em út và thủ tướng hoàng gia của Otto kể từ năm 940 đi cùng với các anh trai của mình và giám sát việc dàn xếp các cuộc đàm phán. Là Tổng Giám mục mới được bổ nhiệm ở Cologne, Bruno rất muốn kết thúc cuộc nội chiến ở Lorraine, nơi nằm trong lãnh địa giáo hội của ông. Phiến quân yêu cầu phê chuẩn hiệp ước mà trước đó họ đã đồng ý với Otto nhưng sự khiêu khích của Heinrich trong cuộc họp đã khiến các cuộc đàm phán bị đổ vỡ. Conrad và Liudolf rời cuộc họp để tiếp tục cuộc nội chiến. Tức giận vì hành động của họ, Otto đã tước các công quốc Schwaben và Lorraine của họ và bổ nhiệm anh trai Bruno làm tân Công tước Lorraine.
Trong khi tham gia chiến dịch với Otto, Heinrich đã bổ nhiệm Pfalzgraf (bá tước) Bayern, Arnulf II cai quản công quốc của mình khi ông vắng mặt. Arnulf II là con trai của Arnulf Tệ hại, người trước đây Heinrich đã thay thế vị trí công tước và ông ta luôn tìm cách trả thù: ông ta đã phản Heinrich và tham gia cuộc nổi loạn chống lại Otto. Bỏ việc bao vây Mainz, Otto và Heinrich hành quân về phía nam để giành lại quyền kiểm soát Bayern. Không có sự hỗ trợ của các quý tộc địa phương, kế hoạch của họ đã thất bại và họ buộc phải rút lui về Sachsen. Các công tước Bayern, Schwaben và Franken đã tham gia cuộc nội chiến chống lại Nhà vua và các cuộc nổi dậy của Công quốc Sachsen cũng bắt đầu lan rộng. Đến cuối năm 953, cuộc nội chiến đã đe dọa hạ bệ Otto và chấm dứt vĩnh viễn tuyên bố trở thành người kế vị của Charlemagne của ông.

### Kết thúc cuộc nổi loạn
Đầu năm 954, Phiên hầu tước Hermann Billung, chư hầu trung thành lâu năm của Otto ở Sachsen phải đối mặt với các phong trào của người Slav gia tăng ở phía đông. Lợi dụng cuộc nội chiến ở Đức, người Slav đột kích ngày càng sâu hơn vào các khu vực biên giới lân cận. Trong khi đó, người Hungary bắt đầu các cuộc tấn công khắp miền Nam Đức. Mặc dù Liudolf và Conrad đã chuẩn bị phòng thủ chống lại các cuộc xâm lược trong lãnh thổ của họ nhưng người Hungary đã tàn phá Bayern và Franken. Vào Chúa nhật Lễ Lá năm 954, Liudolf đã tổ chức một bữa tiệc lớn tại Worms và mời các thủ lĩnh Hungary tham gia cùng ông. Ở đó, ông tặng cho quân xâm lược những món quà bằng vàng và bạc.
Heinrich, anh trai của Otto đã sớm lan truyền tin đồn rằng Conrad và Liudolf đã mời người Hungary vào Đức với hy vọng sử dụng chúng để chống lại Otto. Dư luận nhanh chóng quay lưng chống lại phiến quân ở các công quốc này. Nhờ việc này cộng với cái chết của vợ mình là Liutgarde, con gái duy nhất của Otto, Conrad bắt đầu đàm phán hòa bình với Otto và cuối cùng Liudolf và Đức Tổng Giám mục Friedrich cũng tham gia. Một thỏa thuận đình chiến đã được tuyên bố và Otto đã triệu tập cuộc họp Nghị viện Hoàng gia vào ngày 15 tháng 6 năm 954 tại Langenzenn. Trước khi hội nghị được triệu tập, Conrad và Friedrich đã hòa giải với Otto. Tại Nghị viện, căng thẳng lại bùng lên một lần nữa khi Heinrich buộc tội cháu trai Liudolf của mình âm mưu với người Hungary. Mặc dù Conrad và Friedrich cầu khẩn Liudolf đang giận dữ làm hòa, Liudolf rời khỏi cuộc họp và quyết tâm tiếp tục cuộc nội chiến.
Liudolf cùng với cận thần là Arnulf II (người trị vì ở Bayern) đã đưa quân đội của mình về phía Regensburg ở Bayern, theo sau là quân của Otto. Quân đội đã hợp nhau tại Nuremberg và tham gia vào một trận chiến sống mái dù không quyết định. Liudolf rút lui về Regensburg, nơi ông bị Otto bao vây. Mặc dù quân đội của Otto không thể vượt qua được tường thành nhưng nạn đói đã diễn ra trong thành phố sau hai tháng bị bao vây. Liudolf đã gửi một thông điệp tới Otto để tìm cách mở các cuộc đàm phán hòa bình; Otto yêu cầu đầu hàng vô điều kiện, điều mà Liudolf từ chối. [75] Sau khi Arnulf II bị giết trong trận chiến, Liudolf đã trốn khỏi Bayern để về vùng Schwaben, quân đội của Otto cũng nhanh chóng đuổi theo. Các đối thủ đã gặp nhau tại Illertissen gần biên giới Schwaben-Bayern và mở các cuộc đàm phán. Liudolf và Otto đã đạt một thỏa thuận ngừng chiến cho đến khi nghị viện Hoàng gia được tập hợp lại để phê chuẩn hòa ước. Nhà vua đã tha thứ cho con trai mình mọi tội lỗi và Liudolf đồng ý chấp nhận bất kỳ hình phạt nào mà cha ông muốn.
Ngay sau thỏa thuận hòa bình này, Đức Tổng Giám mục già yếu và bệnh tật Friedrich qua đời vào tháng 10 năm 954. Với sự đầu hàng của Liudolf, cuộc nổi loạn đã bị dập tắt trên khắp nước Đức ngoại trừ ở Bayern. Otto triệu tập Nghị viện Hoàng gia vào tháng 12 năm 954 tại Arnstadt. Trước toàn thể giới quý tộc của vương quốc, Liudolf và Conrad tuyên bố trung thành với Otto và giữ quyền kiểm soát tất cả các lãnh thổ mà quân đội của họ vẫn chiếm giữ. Mặc dù Otto đã không khôi phục danh hiệu trước đây của họ cho họ, ông đã cho phép họ giữ lại các lãnh thổ riêng. Nghị viện phê chuẩn hành động của Otto:
- Liudolf được hứa hẹn chức nhiếp chính ở Ý và chỉ huy một đội quân để hạ bệ Berengario II
- Conrad được hứa giữ chức chỉ huy quân đội chống lại người Hungary
- Burchard III, con trai của cựu Công tước Schwaben Burchard II được bổ nhiệm làm Công tước Schwaben (cựu công quốc của Liudolf)
- Bruno vẫn là Tân Công tước Lorraine (cựu công quốc của Conrad)
- Heinrich được xác nhận là Công tước Bayern
- Con trai lớn của Otto Wilheim được bổ nhiệm làm Tổng giám mục Mainz và là tổng giám mục Đức
- Otto giữ quyền cai trị trực tiếp đối với Công quốc Sachsen và các vùng thuộc Công quốc Franken cũ

Các biện pháp của nhà vua vào tháng 12 năm 954 cuối cùng đã chấm dứt cuộc nội chiến kéo dài hai năm. Cuộc nổi dậy của Liudolf mặc dù tạm thời làm suy yếu vị thế của Otto nhưng cuối cùng đã giúp củng cố vị thế của ông trở thành người thống trị tuyệt đối ở Đức.

## Cuộc xâm lược của người Hungary

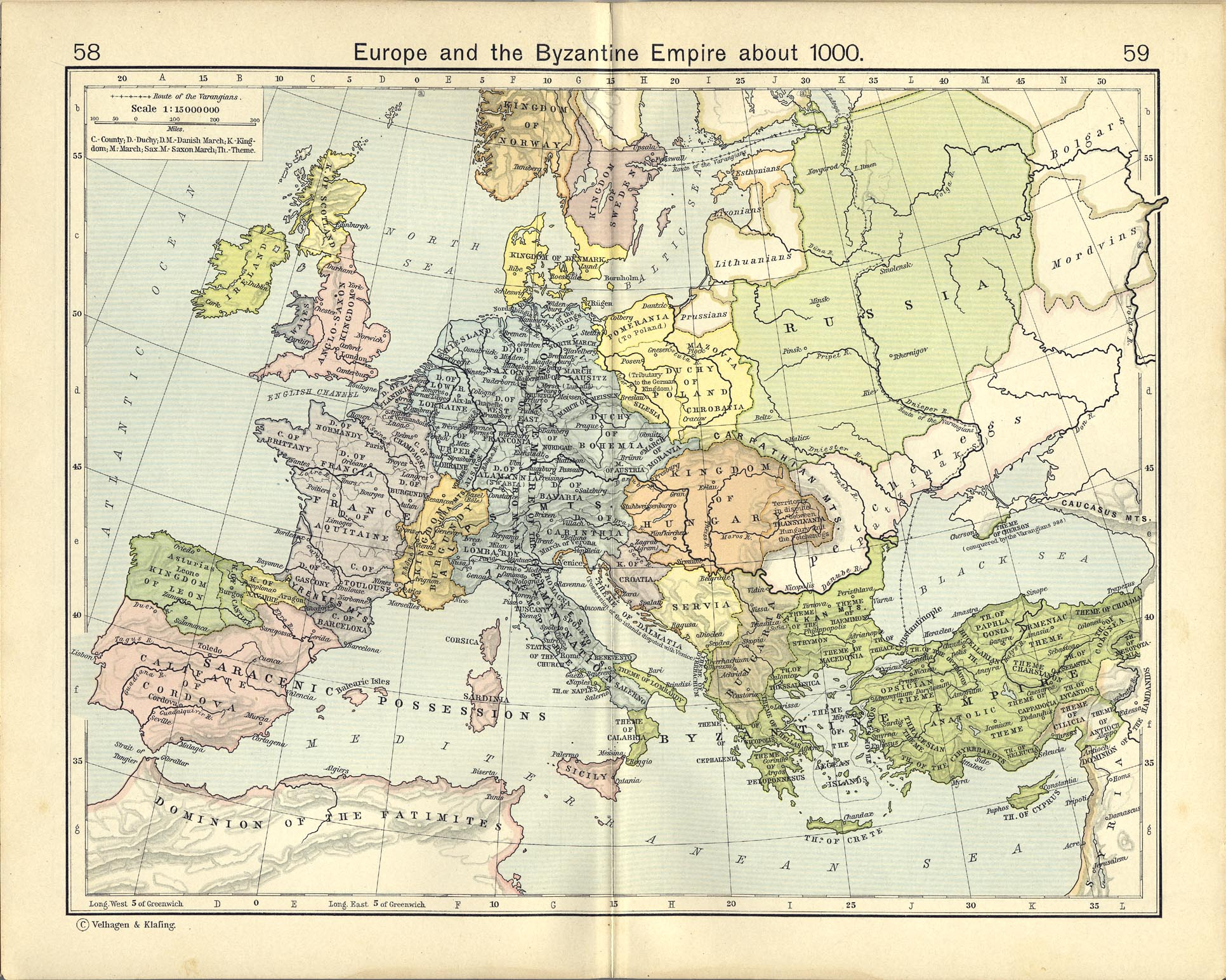
Châu Âu ngay sau thời gian trị vì của Otto. Người Hungary (màu cam) nằm ở phía đông vương quốc Otto (màu xanh) đã xâm chiếm Đức vào năm 954 và 955.

Người Hungary (người Magyar) đã xâm chiếm lãnh thổ của Otto như một phần của cuộc đại xâm lăng châu Âu của người Hungary và tàn phá phần lớn miền Nam Đức trong cuộc nội chiến của Liudolf. Mặc dù Otto đã bổ nhiệm các Phiên hầu tước Hermann Billung và Gero ở biên giới phía bắc và đông bắc vương quốc, Thân vương quốc Hungary ở phía đông nam là mối đe dọa thường trực đối với an ninh của Đức. Người Hungary đã lợi dụng cuộc nội chiến ở Đức và xâm chiếm công quốc Bayern vào mùa xuân năm 954. Mặc dù Liudolf, Công tước Schwaben và Conrad, Công tước Lorraine đã ngăn chặn thành công người Hungary xâm chiếm lãnh thổ của họ ở phía tây, những kẻ xâm lược đã tiến đến sông Rheine, chiếm được phần lớn Bayern và Franken.
Người Hungary, được khuyến khích bởi các cuộc tấn công thành công nên bắt đầu một cuộc xâm lược khác vào Đức vào mùa xuân năm 955. Quân đội của Otto hiện không bị cản trở bởi cuộc nội chiến đã có thể đánh bại cuộc xâm lược và chẳng bao lâu, người Hungary đã phái một đại sứ sang cầu hòa với Otto. Đại sứ thực ra chỉ là một trò nghi trang của người Hungary: anh trai của Otto, Heinrich I, Công tước Bayern đã gửi tin đến Otto rằng người Hungary đã đi vào lãnh thổ của ông từ phía đông nam. Quân chủ lực của người Hungary đã đóng trại dọc theo sông Lech và bao vây Augsburg. Trong khi thành phố được bảo vệ bởi Đức cha Ulrich xứ Augsburg, Otto đã tập hợp quân đội của mình và hành quân về phía nam để đối đầu với người Hungary.
Otto và quân đội của ông đã chiến đấu với quân Hungary vào ngày 10 tháng 8 năm 955 trong Trận chiến Lechfeld. Dưới sự chỉ huy của Otto là Burchard III, Công tước Schwaben và quân đội của Công tước Boleslav I. Mặc dù quân địch đông hơn gần gấp đôi, Otto vẫn quyết tâm đẩy quân Hungary ra khỏi lãnh thổ của mình. Theo Widukind xứ Corvey, Otto "đóng trại của mình ở thành phố Augsburg và hội quân với Heinrich I, Công tước Bayern, người đang bị bệnh ở gần đó và với Công tước Conrad với một lượng lớn hiệp sĩ Franken. Sự xuất hiện bất ngờ của Conrad đã cổ vũ tinh thần các chiến binh đến mức họ muốn tấn công kẻ thù ngay lập tức."

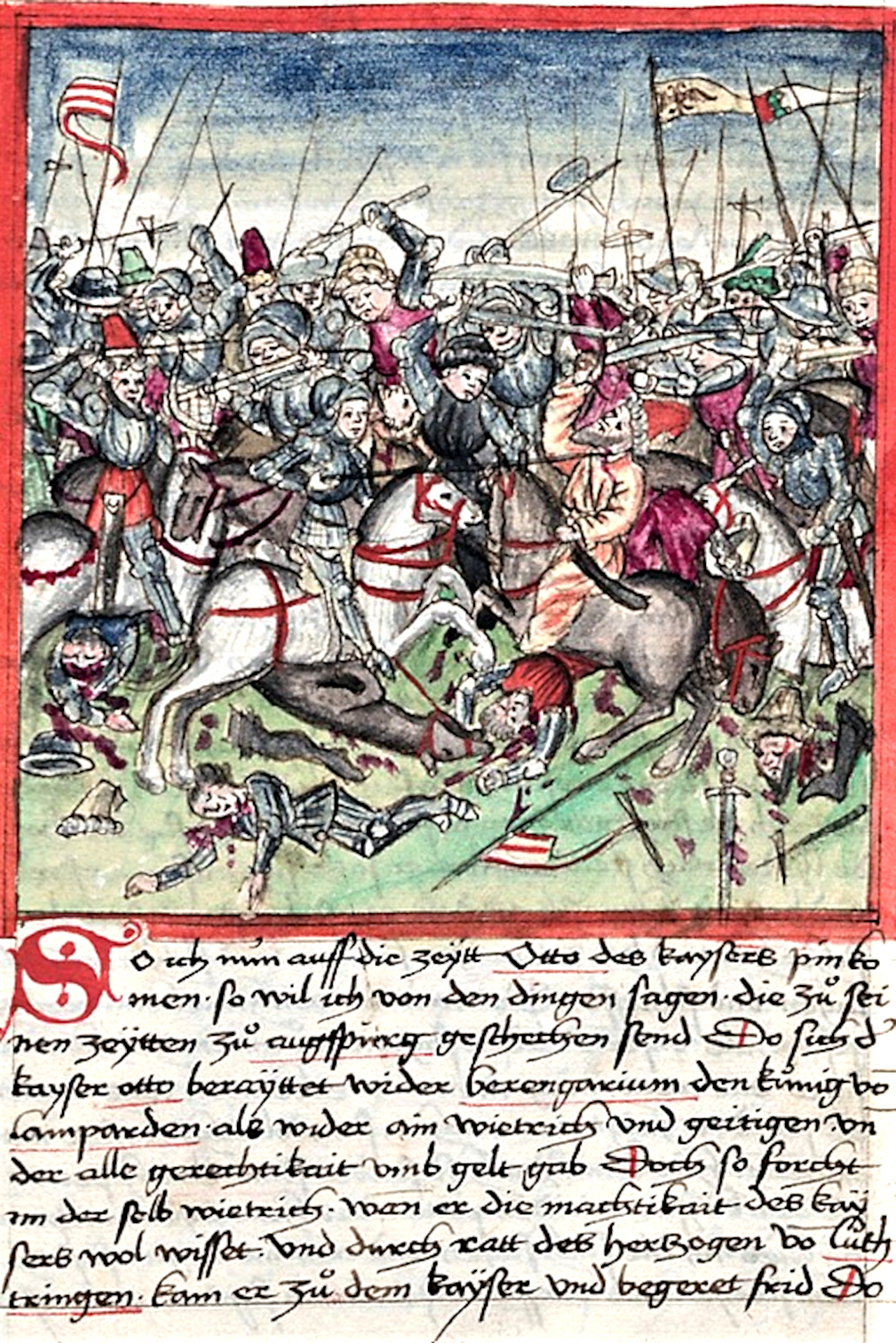
Một minh họa năm 1457 về Trận Lechfeld trong sách chép tay của Sigmund Meisterlin về lịch sử của Nieders

Người Hungary vượt sông và ngay lập tức tấn công người Bohemia, tiếp theo là người Schwaben dưới quyền Burchard. Làm tối tăm mặt mũi quân phòng thủ với một cơn mưa tên, họ đã tước khí giới và bắt được nhiều tù nhân. Khi Otto nhận được tin về cuộc tấn công, ông đã ra lệnh cho Conrad giải vây các đơn vị hậu phương của mình bằng một cuộc phản công. Sau khi hoàn thành nhiệm vụ, Conrad trở lại với quân chủ lực và Nhà vua đã phát động một cuộc tấn công ngay lập tức. Mặc dù tên bay như mưa nhưng quân đội Otto đã tiếp cận được quân Hungary và chiến đấu cận chiến với họ khiến các chiến binh du mục truyền thống không còn chỗ để sử dụng chiến thuật bắn và chạy ưa thích của họ; người Hungary bị tổn thất nặng nề và buộc phải rút lui trong rối loạn.
Theo Widukind xứ Corvey, Otto được tuyên bố là Quốc phụ và Hoàng đế trong lễ kỷ niệm chiến thắng sau đó. Trong khi trận chiến không phải là một thất bại nặng nề đối với người Hungary vì Otto không thể truy đuổi khi quân Hungary chạy trốn vào đất Hungary, trận chiến này đã kết thúc gần 100 năm xâm lược của người Hungary vào Tây Âu.
Trong khi Otto đang chiến đấu với người Hungary với quân chủ lực được triển khai ở miền Nam nước Đức thì người Slav Obotrite ở phía bắc đang nổi dậy. Bá tước Wichmann Em, vốn vẫn là kẻ thù của Otto khi nhà vua từ chối danh hiệu Phiên hầu tước cho ông vào năm 936, đã hành quân qua vùng đất của người Obotrite ở huyện biên giới Billung, kích động các thân tín của Vương công người Slav Nako nổi dậy. Người Obotrite xâm chiếm Sachsen vào mùa thu năm 955, giết chết những người trong độ tuổi mang vũ khí và mang phụ nữ và trẻ em về làm nô lệ. Sau trận chiến Lechfeld, Otto đã trở về phía bắc và tiến sâu vào lãnh thổ của họ. Một đại sứ người Slav đề nghị trả tiền cống nạp hàng năm để đổi lấy việc được phép tự trị dưới sự cai trị của người Đức thay vì chịu sự cai trị trực tiếp của Đức. Otto từ chối và hai bên đã chạm trán nhau vào ngày 16 tháng 10 trong Trận chiến Recknitz. Quân của Otto đã giành chiến thắng quyết định; Sau trận chiến, hàng trăm người Slav bị bắt đã bị xử tử.
Lễ khải hoàn của Otto kỉ niệm chiến thắng trước người Hungary và người Slav ngoại giáo đã được tổ chức tại các nhà thờ trên khắp vương quốc. Các giám mục đều tin là chiến thắng có được là do cho sự can thiệp của thần linh và là bằng chứng cho "quyền thiêng liêng" của Otto. Các trận chiến Lechfeld và Recknitz đánh dấu một bước ngoặt trong triều đại Otto. Những chiến thắng trước người Hungary và người Slav đã tạo dựng quyền lực của ông ở Đức, các công quốc hoàn toàn nằm dưới quyền cai trị của hoàng gia. Từ năm 955 trở đi, không có cuộc nổi loạn nào khác chống lại sự cai trị của ông và kết quả là Otto có thể củng cố thêm vị thế của mình trên khắp Trung Âu.
Con rể của Otto, Conrad, cựu Công tước Lorraine đã bị giết trong trận Lechfeld và anh trai của ông, Heinrich I, Công tước Bayern bị thương nặng và chết vài tháng sau đó vào ngày 1 tháng 11 năm đó. Sau cái chết của Heinrich, Otto đã bổ nhiệm cháu trai bốn tuổi Heinrich II làm người kế vị cha mình với mẹ là Judith xứ Bayern làm nhiếp chính. Otto bổ nhiệm Liudolf vào năm 956 với tư cách là chỉ huy của cuộc viễn chinh chống lại vua Berengario II của Ý nhưng ông sớm qua đời vì sốt vào ngày 6 tháng 9 năm 957. Đức Tổng Giám mục Wilheim chôn cất người anh cùng cha khác mẹ của mình tại Tu viện St. Alban gần Mainz. Cái chết của Heinrich, Liudolf và Conrad đã làm Otto mất đi ba thành viên ưu tú nhất trong dòng dõi hoàng tộc, kể cả người thừa kế của ông. Ngoài ra, hai đứa con trai đầu của ông từ cuộc hôn nhân với Adelaide của Ý là Heinrich và Bruno đều chết yểu năm 957. Con trai thứ ba của Otto với Adelaide, Otto mới hai tuổi đã trở thành trữ quân mới của vương quốc.

## Lên ngôi hoàng đế

### Cuộc viễn chinh lần hai ở Ý và lên ngôi hoàng đế

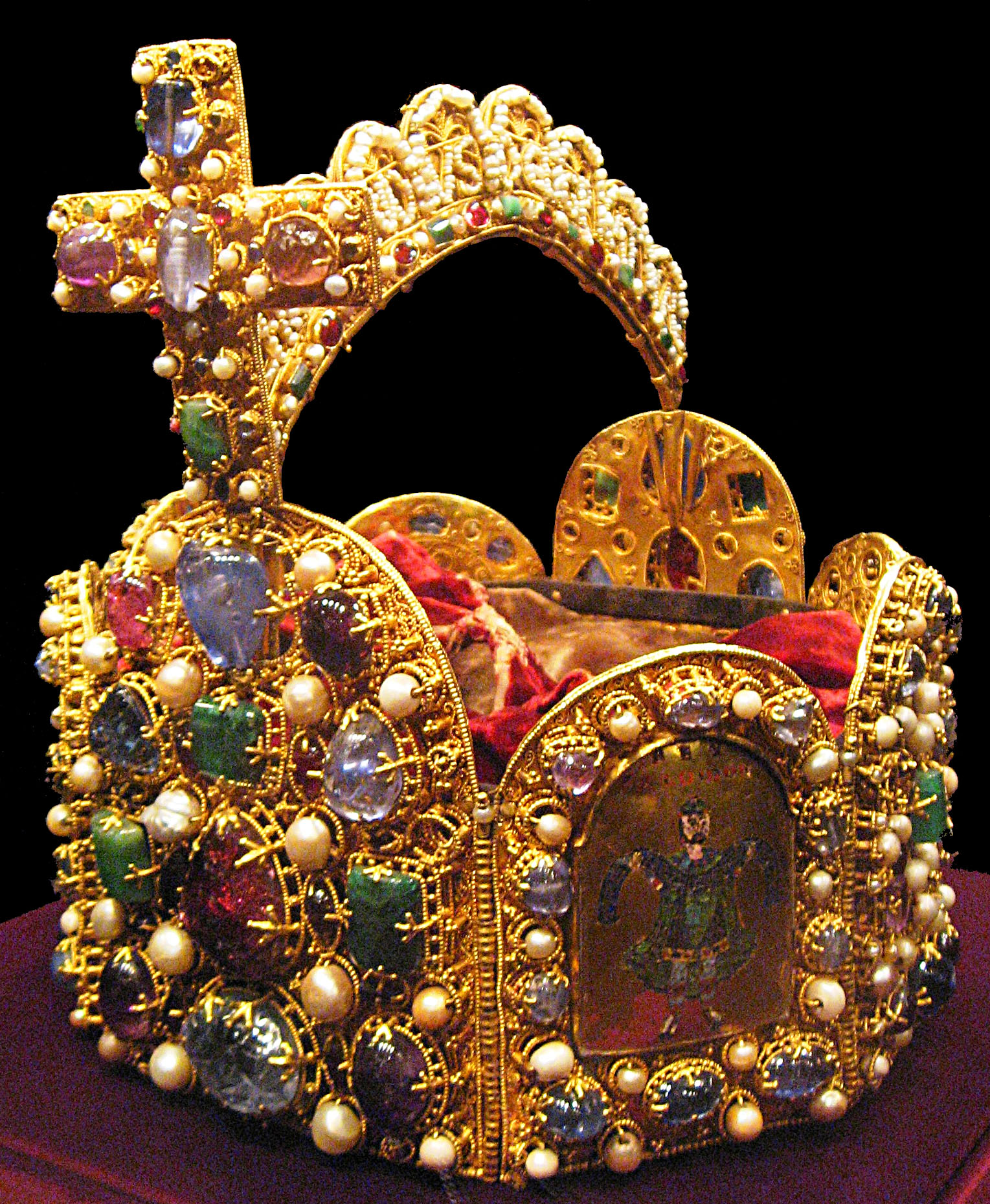
Vương miện của Thánh chế La Mã. Otto lên ngôi Hoàng đế vào ngày 2 tháng 2 năm 962 và được tấn phong bởi Giáo hoàng Giovanni XII.

Cái chết của Liudolf vào mùa thu năm 957 đã làm Otto mất đi người thừa kế và người lãnh đạo cuộc viễn chinh chống lại vua Berengario II của Ý. Bắt đầu với hòa ước bất lợi được ký vào năm 952, Berengario II trở thành chư hầu của Otto, Berengario II luôn là kẻ muốn nổi loạn. Với cái chết của Liudolf và Heinrich I, Công tước Bayern cùng với việc Otto bận rộn với các chiến dịch ở bắc Đức, Berengario II đã tấn công vào lãnh thổ biên giới Verona vào năm 958, nơi mà Otto đã tước quyền kiểm soát theo hiệp ước năm 952. Bá tước Adalberto Atto xứ Canossa cũng bị bao vây ở đó. Quân đội của Berengario II cũng đã tấn công Lãnh địa Giáo hoàng và thành Roma dưới thời Giáo hoàng Giovanni XII. Vào mùa thu năm 960, nước Ý trong tình trạng hỗn loạn về chính trị, Giáo hoàng đã gửi lời đến Otto nhờ ông trợ giúp chống lại Berengario II. Một số nhà lãnh đạo Ý có ảnh hưởng khác như Tổng Giám mục Milano, các giám mục ở Como và Novara và Phiên hầu tước Otbert của Milano đã đến triều đình của Otto với những lời kêu gọi tương tự.
Sau khi Giáo hoàng đồng ý trao vương miện cho ông làm Hoàng đế, Otto đã tập hợp quân đội của mình để hành quân đến Ý. Để chuẩn bị cho chiến dịch Ý lần thứ hai và lên ngôi hoàng đế, Otto đã lên kế hoạch cho tương lai của vương quốc. Tại Nghị viện Hoàng gia tại Worms vào tháng 5 năm 961, Otto đã đặt tên cho con trai sáu tuổi của mình là Otto II là người thừa kế và đồng cai trị và Otto II đã lên ngôi tại Nhà thờ Aachen vào ngày 26 tháng 5 năm 961. Otto II được Đức Tổng Giám mục Bruno I xứ Cologne, Wilheim xứ Mainz và Heinrich I của Trier xức dầu. Nhà vua đã lập một thủ tướng riêng để cấp văn kiện chính thức nhân danh người thừa kế của mình và bổ nhiệm anh trai Bruno và con trai ngoài giá thú Wilheim làm người hỗ trợ của Otto II tại Đức.
Quân đội của Otto đã tiến xuống miền bắc Ý vào tháng 8 năm 961 qua đèo Brenner tại Trento. Nhà vua Đức đã tiến về Pavia, thủ đô của người Lombard cũ ở Ý, nơi ông tổ chức lễ Giáng sinh và tự phong danh hiệu Vua Ý. Quân đội của Berengario II đã rút lui về thành trì của họ để tránh trận chiến với Otto, để ông tiến về phía nam mà không gặp trở ngại nào. Otto đến Roma vào ngày 31 tháng 1 năm 962; Ba ngày sau, ông lên ngôi Hoàng đế và được tán phong bởi Giáo hoàng Giovanni XII tại Vương cung thánh đường St. Peter. Giáo hoàng cũng đã phong vợ của Otto là Adelaide của Ý, người đã tháp tùng Otto trong chiến dịch Ý với tư cách là hoàng hậu. Với sự đăng quang của Otto với tư cách là hoàng đế, Vương quốc Đức và Vương quốc Ý đã được hợp nhất thành một vương quốc chung mà sau này được gọi là Đế quốc La Mã thần thánh.

### Chính trị giáo hoàng
Vào ngày 12 tháng 2 năm 962, Hoàng đế Otto I và Giáo hoàng Giovanni XII đã triệu tập một hội nghị ở Roma để củng cố mối quan hệ của họ. Tại hội nghị, Giáo hoàng Giovanni XII đã phê chuẩn Tổng giáo phận Magdeburg theo mong muốn của Otto. Hoàng đế đã lên kế hoạch thành lập tổng giáo phận để kỷ niệm chiến thắng của ông trong trận Lechfeld và buộc người Slav địa phương cải đạo sang Cơ đốc giáo. Giáo hoàng đã đặt tên tu viện hoàng gia cũ của Thánh Maurice là trung tâm tạm thời của tổng giáo phận mới và kêu gọi các tổng giám mục Đức hỗ trợ.

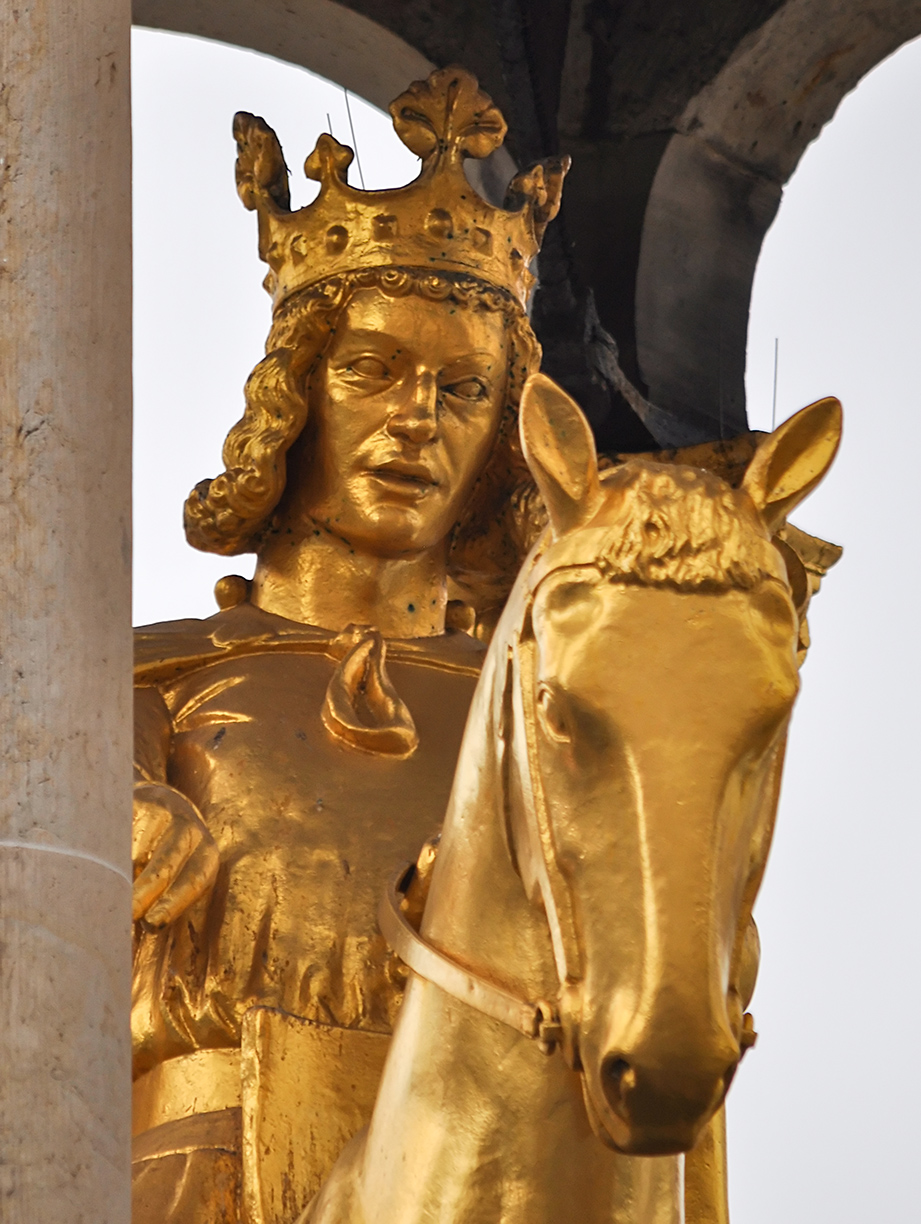
Bản sao của Magdeburger Reiter, một tượng đài cưỡi ngựa theo truyền thống được coi là một bức chân dung của Otto I (Magdeburg, bản gốc c. 1240)

Ngày hôm sau, Otto và Giovanni XII đã phê chuẩn văn kiện chính thức Ottonianum, xác nhận Giovanni XII là người đứng đầu về tinh thần của Giáo hội và Otto là người bảo vệ thế tục của nó. Trong văn kiện chính thức, Otto thừa nhận tặng phẩm của Pépin trước đó là 754 giữa Pépin Lùn, vua của người Frank và Giáo hoàng Stefano II. Otto đã công nhận quyền kiểm soát thế tục của Giovanni XII đối với Lãnh địa Giáo hoàng và mở rộng lãnh địa Giáo hoàng với quan trấn thủ Ravenna, Công quốc Spoleto, Công quốc Benevento và một số vùng đất nhỏ khác. Bất chấp tuyên bố đã được xác nhận này, Otto chưa bao giờ nhượng quyền kiểm soát thực tế của các lãnh thổ đó. Văn kiện chính thức đã trao cho các giáo sĩ và người dân Roma quyền bầu giáo hoàng. Giáo hoàng được yêu cầu phải thề trung thành với hoàng đế trước khi được xác nhận là giáo hoàng.
Với Văn kiện đã ký, Hoàng đế mới hành quân chống lại Berengario II để tái chiếm Ý. Bị bao vây tại San Leo, Berengario II đã đầu hàng vào năm 963. Sau khi chiến dịch hoàn thành, Giovanni XII bắt đầu sợ quyền lực đang lên của Hoàng đế ở Ý và mở các cuộc đàm phán với con trai của Berengario II, Adalberto của Ý để phế truất Otto. Giáo hoàng cũng phái phái viên đến Hungary và Đế quốc Byzantine tham gia cùng ông và Adalberto trong một liên minh chống lại Otto. Otto đã phát hiện ra âm mưu của Giáo hoàng nên sau khi đánh bại và giam cầm Berengario II, ông đã hành quân về Roma. Giovanni XII đã trốn khỏi Roma và khi đến Roma, Otto đã triệu tập một hội đồng và phế truất Giovanni XII, bổ nhiệm Leo VIII làm người kế vị.
Otto đã cho hầu hết quân đội của mình trở về Đức vào cuối năm 963, tự tin rằng sự cai trị của ông ở Ý và Roma là an toàn. Tuy nhiên, người dân Roma đã coi Leo VIII, một giáo dân không được đào tạo giáo hội trước đây không thể nào là Giáo hoàng. Vào tháng 2 năm 964, người La Mã đã buộc Leo VIII phải trốn khỏi thành phố. Khi vắng mặt, Leo VIII đã bị phế truất và Giovanni XII lại được ngồi vào ghế của Thánh Peter. Khi Giovanni XII đột ngột qua đời vào tháng 5 năm 964, người Roma đã bầu Giáo hoàng Benedict V làm người kế vị. Khi nghe về hành động của người Roma, Otto đã huy động quân đội mới và hành quân đến Roma. Sau khi bao vây thành phố vào tháng 6 năm 964, Otto đã buộc người Roma chấp nhận người được bổ nhiệm Leo VIII làm Giáo hoàng và đày Benedict V.

### Cuộc viễn chinh lần thứ ba ở Ý

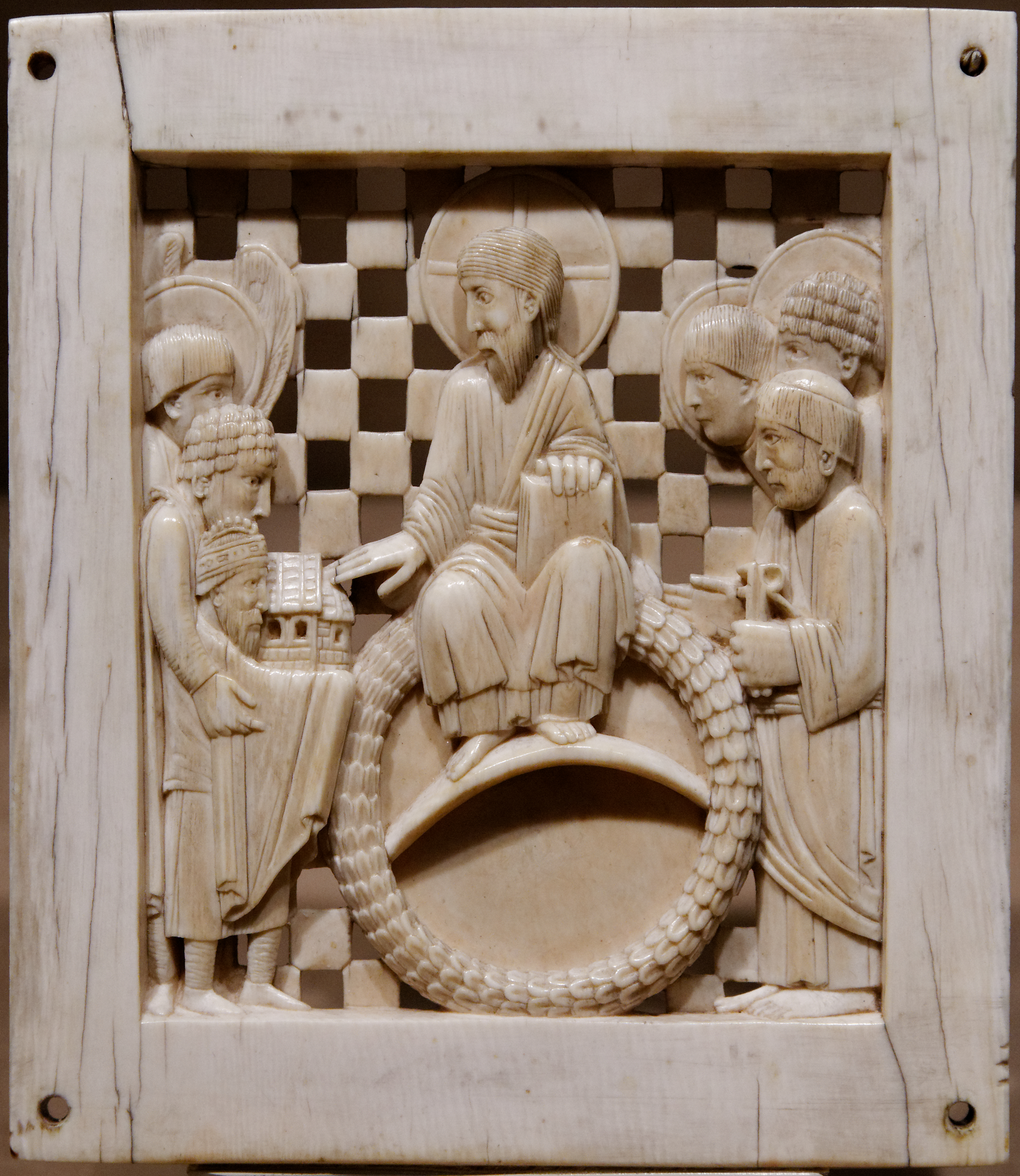
caption = Hình ảnh đương đại của Otto I, phía dưới bên trái, trong một trong Magdeburg Ivories (Bảo tàng nghệ thuật Metropolitan, New York). Otto được trưng bày ở Nhà thờ Magdeburg cho Chúa Kitô và các Thánh và được làm nhỏ hơn họ như một dấu hiệu của sự khiêm nhường.

Otto trở về Đức vào tháng 1 năm 965, tin rằng công việc của mình ở Ý đã được giải quyết. Vào ngày 20 tháng 5 năm 965, cận thần phục vụ lâu năm của Hoàng đế ở mặt trận phía đông là Phiên hầu tước Gero đã chết và để lại một huyện biên giới rộng lớn kéo dài từ huyện biên giới Billung ở phía bắc đến Công quốc Bohemia ở phía nam. Otto chia lãnh thổ này thành năm lãnh thổ nhỏ, mỗi vùng được cai trị bởi một phiên hầu tước: huyện biên giới phía Bắc dưới sự cai trị của Dietrich xứ Haldensleben, Lãnh thổ biên giới phía đông dưới sự cai trị của Odo I, lãnh địa của bá tước Meissen dưới sự cai trị của Wigbert, huyện biên giới Merseburg dưới sự cai trị của Günther và huyện biên giới Zeitz dưới sự cai trị của Wigger I.
Tuy nhiên, hòa bình ở Ý không kéo dài. Adalberto, con trai của vị vua bị phế truất Berengario II của Ý đã nổi dậy chống lại sự cai trị của Otto đối với Vương quốc Ý. Otto phái Burchard III của Schwaben, một trong những cố vấn thân cận nhất của ông đi đè bẹp cuộc nổi loạn. Burchard III đã gặp Adalberto tại Trận chiến Po vào ngày 25 tháng 6 năm 966 và đánh bại phiến quân, đưa nước Ý nằm trong vòng kiểm soát của Otto. Giáo hoàng Leo VIII qua đời vào ngày 1 tháng 3 năm 965. Giáo hội đã bầu Giovanni XIII làm Giáo hoàng mới vào tháng 10 năm 965 với sự chấp thuận của Otto. Hành vi kiêu ngạo và ủng hộ ngoại bang của Giovanni XIII sớm khiến ông mất lòng dân chúng địa phương. Vào tháng 12 cùng năm, ông ta bị người Roma bắt giam nhưng đã trốn thoát vài tuần sau đó. Theo yêu cầu giúp đỡ của Giáo hoàng, Hoàng đế đã chuẩn bị quân đội cho chuyến viễn chinh lần thứ ba dến Ý.
Vào tháng 8 năm 966 tại Worms, Otto tuyên bố sắp xếp cho chính quyền vương quốc Đức khi ông vắng mặt. Con trai ngoài giá thú của Otto, Đức Tổng Giám mục Wilheim xứ Mainz sẽ là nhiếp chính của ông trên toàn nước Đức trong khi thuộc cấp đáng tin cậy của Otto, Phiên hầu tước Hermann Billung sẽ là quản lý riêng của ông ở Công quốc Sachsen. Sau khi chuẩn bị xong, Otto để người thừa kế của mình cho Wilheim trông coi và lãnh đạo quân đội tiến xuống Bắc Ý qua Strasbourg và Chur.

### Thời gian trị vì ở Roma

Ý vào khoảng năm 1000, ngay sau khi Otto trị vì. Các chiến dịch bành trướng của Otto đã đưa miền bắc và miền trung nước Ý vào Đế chế La Mã thần thánh.

Khi Otto đến Ý, Giovanni XIII đã được khôi phục lại ngai vàng của mình vào giữa tháng 11 năm 966 mà không bị người dân phản đối. Otto đã bắt giữ mười hai nhà lãnh đạo của lực lượng dân quân nổi dậy, phế truất và giam cầm Giáo hoàng và họ bị treo cổ. Chiếm giữ nơi cư trú lâu dài tại Roma, Hoàng đế đã đi cùng với Giáo hoàng đến Ravenna để ăn mừng lễ Phục sinh năm 967. Một hội nghị sau đây đã xác nhận tình trạng tranh chấp ở Magdeburg là một tổng giáo phận mới có quyền bình đẳng với các tổng giáo phận Đức đã thành lập.
Với những vấn đề được sắp xếp ở miền bắc nước Ý, Hoàng đế tiếp tục mở rộng vương quốc của mình về phía nam. Kể từ tháng 2 năm 967, Vương công Benevento người Lombard là Pandolfo Đầu sắt đã chấp nhận Otto làm vương chủ của mình và nhận Spoleto và Camerino làm đất phong. Quyết định này đã gây ra xung đột với Đế quốc Byzantine, nơi tuyên bố chủ quyền đối với các quốc gia ở miền nam Ý. Đế quốc Byzantine cũng phản đối việc Otto sử dụng danh hiệu Hoàng đế và chỉ tin rằng Hoàng đế Byzantine Nikephoros II Phokas là người kế thừa thực sự của Đế quốc La Mã cổ đại.
Người Byzantine đã mở các cuộc đàm phán hòa bình với Otto bất chấp chính sách bành trướng của ông vào phạm vi ảnh hưởng của họ. Otto mong muốn cả hai công chúa sẽ làm cô dâu cho con trai và người kế vị Otto II cũng như tính hợp pháp và uy tín của mối liên hệ giữa triều đại của Otto ở phương Tây và triều đại Macedonia ở phương Đông. Để tiếp tục các kế hoạch triều đại của mình và để chuẩn bị cho cuộc hôn nhân của con trai mình, Otto II đã trở lại Roma vào mùa đông năm 967, nơi ông được sắc phong Hoàng đế Otto II bởi Giáo hoàng Giovanni XIII vào ngày Giáng sinh 967. Mặc dù Otto II bây giờ là đồng cai trị trên danh nghĩa nhưng ông không có thực quyền cho đến khi cha ông qua đời.
Trong những năm tiếp theo, cả hai đế chế đều tìm cách tăng cường ảnh hưởng ở miền nam nước Ý bằng một số chiến dịch. Năm 969, Giovanni I Tzimiskes đã ám sát và kế vị Hoàng đế Byzantine Nikephoros trong một cuộc nổi loạn của quân đội. Để công nhận danh hiệu Hoàng đế của Otto, tân hoàng đế phương đông đã gửi cháu gái Theophanu đến Roma năm 972 và bà kết hôn với Otto II vào ngày 14 tháng 4 năm 972. Với mối quan hệ này, cuộc xung đột ở miền nam nước Ý cuối cùng đã được giải quyết: Đế quốc Byzantine chấp nhận sự thống trị của Otto đối với các công quốc như Capua, Benevento và Salerno; để đáp lại, Hoàng đế Đức đã rút lui khỏi các lãnh thổ của Byzantine ở Apulia và Calabria.

## Những năm cuối đời và cái chết

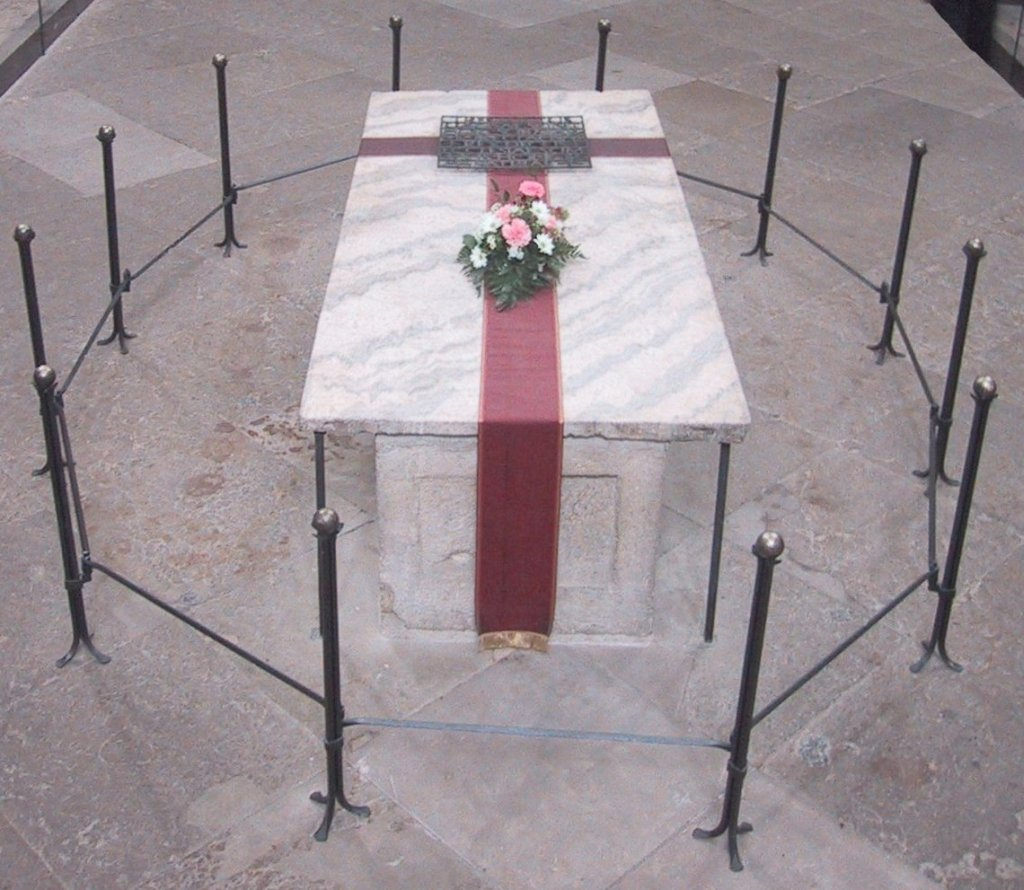
Mộ của Otto I ở Magdeburg

Khi đám cưới của con trai hoàn thành và nền hòa bình với Đế quốc Byzantine đã được định đoạt, Otto đã đưa hoàng tộc trở về Đức vào tháng 8 năm 972. Vào mùa xuân năm 973, Hoàng đế đã đến thăm Sachsen và tổ chức lễ Chúa nhật Palm ở Magdeburg. Cũng trong buổi lễ năm trước, Phiên hầu tước Hermann Billung, cận thần và người cai trị của Otto ở Sachsen trong những năm ở Ý đã được Đức Tổng Giám mục Adalberto của Magdeburg công nhận như một vị vua.
Kỷ niệm lễ Phục sinh với một hội nghị lớn ở Quedlinburg, Hoàng đế Otto là người đàn ông quyền lực nhất ở châu Âu. Theo Thietmar xứ Merseburg, Otto đã được thừa nhận bởi các "công tước Mieszko [của Ba Lan] và Boleslav [của Bohemia] và các đại sứ từ Hy Lạp [Byzantium], Benevento [Roma], người Magyar, người Bulgar, người Đan Mạch và người Slav". Đại sứ đến từ Anh và Hồi giáo Tây Ban Nha đã đến cùng năm đó. Để đánh dấu lễ cầu yên, Otto đã đến cung điện của mình tại Memleben, nơi cha ông đã chết 37 năm trước. Trong khi ở đó, Otto bị bệnh nặng vì sốt và sau khi nhận các bí tích cuối cùng, ông qua đời vào ngày 7 tháng 5 năm 973 ở tuổi 60.
Sự chuyển giao quyền lực sang đứa con trai mười bảy tuổi Otto II đã diễn ra suôn sẻ. Vào ngày 8 tháng 5 năm 973, các lãnh chúa của Đế quốc đã xác nhận Otto II là người cai trị mới của họ. Otto II đã sắp xếp một đám tang ba mươi ngày hoành tráng, cha ông được chôn cất bên cạnh người vợ đầu Edgitha ở Nhà thờ Magdeburg.

## Gia đình và con cái
Mặc dù không bao giờ là Hoàng đế, cha Heinrich I der Finkler của Otto được coi là người sáng lập vương triều Otto. Liên quan đến các thành viên khác trong triều đại của mình, Otto I là con trai của Heinrich I, cha của Otto II, ông nội của Otto III và là chú của Heinrich II. Người nhà Otto sẽ cai trị Đức (sau này là Đế chế La Mã thần thánh) trong hơn một thế kỷ từ 919 đến 1024.
Otto có hai người vợ và ít nhất bảy người con, một người là ngoài giá thú.
- Với một phụ nữ người Slav không xác định:

1. Wilheim (929 - 2 tháng 3 năm 968) - Tổng giám mục Mainz từ ngày 17 tháng 12 năm 954 cho đến lúc chết[110]

- Với Edgitha của Anh, con gái của Vua Edward Lớn:[111]

1. Liudolf (930 - 6 tháng 9 năm 957) - Công tước Schwaben từ năm 950 đến 954, người kế vị dự kiến của Otto từ 947 cho đến khi chết[112]
2. Liutgarde (932[113]-953) - kết hôn với Conrad, công tước Lorraine năm 947.[114]

- Với Adelaide của Ý, con gái của vua Rudolf II xứ Bourgogne:[115]

1. Heinrich (952-954)[64]
2. Bruno (có lẽ là 954-957)[81]
3. Mathilde (954-999) - trưởng tu viện Quedlinburg từ năm 966 cho đến khi chết.[116]
4. Otto II (955 - 7 tháng 12 năm 983) - Hoàng đế La Mã thần thánh từ năm 973 cho đến khi chết.[82]

## Di sản

### Phục hưng Otto

Đồng tiền kỷ niệm Hoàng gia của Thánh chế La Mã

Một sự phục hưng hạn chế của nghệ thuật và kiến trúc trong nửa sau của thế kỷ thứ 10 với sự bảo trợ của Otto và những người kế vị trực tiếp của ông. "Phục hưng Otto" đã được thể hiện trong một số trường phái nhà thờ phục sinh, chẳng hạn như Bruno I, Tổng Giám mục Cologne và trong việc sản xuất các bản thảo được chiếu sáng, hình thức nghệ thuật chính của thời đại từ một số ít kinh điển ưu tú như thế tại Tu viện Quedlinburg do Otto thành lập năm 936. Các bản thảo còn tồn tại của thời đại này là văn kiện chính thức Ottonianum, Hiến chương Hôn nhân của Hoàng hậu Theophanu và sách chép tay Gero, một Evangeliary được vẽ vào khoảng năm 969 cho Đức Tổng Giám mục Gero. Tu viện Hoàng gia và triều đình trở thành trung tâm của đời sống tôn giáo và tâm linh; những tu viện nữ có uy tín như Gandersheim và Quedlinburg được dẫn dắt bởi những người phụ nữ thuộc hoàng tộc.

### Thế giới hiện đại
Otto I đã được chọn làm mô típ chính cho đồng tiền kỷ niệm có giá trị cao, đồng xu kỷ niệm 100 đô la của Đế chế La Mã thần thánh, được phát hành năm 2008 bởi sở đúc tiền Áo. Mặt ngửa là Vương miện của Đế chế La Mã thần thánh. Mặt sấp là Hoàng đế Otto I với Vương cung thánh đường Thánh Peter ở Roma, nơi lễ đăng quang của ông diễn ra. Một trong ba triển lãm ở Magdeburg, khai mạc năm 2001, 2006 và 2012, đã ghi lại cuộc đời của Otto và ảnh hưởng của ông đối với lịch sử châu Âu thời trung cổ.